# 福島第一原子力発電所事故の経緯
福島第一原子力発電所事故の経緯（ふくしまだいいちげんしりょくはつでんしょじこのけいい）では、2011年（平成23年）3月11日に日本で発生した東北地方太平洋沖地震（東日本大震災）によって引き起こされた福島第一原子力発電所事故の経緯・経過のうち、事故発生から2011年3月末までを詳述する。

## 施設の損害状況
2011年4月12日16時00分現在の福島第一原発の損害等状況は下記表のとおり（主な出典：社団法人日本原子力産業協会による状況とりまとめ、原子力災害対策本部発表）。
| 低 | 高 | 深刻（緊急対応要） |

| 4月12日16時00分現在の状況                                    | 1号機 | 2号機 | 3号機 | 4号機 | 5号機 | 6号機 |
| ------------------------------------------------------------ | --- | --- | --- | --- | --- | --- |
| 出力 (kw)                                                    | 46万 | 78.4万 | 78.4万 | 78.4万 | 78.4万 | 110万 |
| 原子炉型式                                                   | BWR-3 | BWR-4 | BWR-4 | BWR-4 | BWR-4 | BWR-5 |
| 格納容器型式                                                 | マーク I | マーク I | マーク I | マーク I | マーク I | マーク II |
| 地震時の運転状況                                             | 運転中⇒自動停止 | 運転中⇒自動停止 | 運転中⇒自動停止 | 2010年11月30日から定期点検中 | 2011年01月03日から定期点検中 | 2010年08月14日から定期点検中 |
| 燃料装荷体数：燃料集合体種類                                 | 332体:B型(9×9) 68体:高燃焼度燃料(8×8) 計400体 | 548体:B型(9×9) | 516体:A型(9×9) 32体:MOX燃料(8×8) 計548体 | 燃料なし（使用済み核燃料プールに移送） | 548体：B型(9×9) | 764体：B型(9×9) |
| 炉心燃料健全性（燃料装荷体数）                               | 炉心損傷 70%（400体） 燃料ペレット溶融 | 炉心損傷 30%（548体） 燃料ペレット溶融 | 炉心損傷 25%（548体） 燃料ペレット溶融 | 燃料なし（使用済み核燃料プールに移送） | 健全（548体） | 健全（764体） |
| 原子炉圧力容器 構造健全性                                    | 不明 | 不明 | 不明 | 安全状態 | 安全状態 | 安全状態 |
| 原子炉格納容器 構造健全性                                    | 漏洩の疑いあり（窒素注入で圧力が上がらず、また、原子炉建屋が非常に高線量） | 損傷・漏洩の疑いあり | 不明 | 健全 | 健全 | 健全 |
| 圧力抑制プール 構造健全性                                    | おそらく健全 | 損傷。漏洩中 | おそらく健全 | 健全 | 健全 | 健全 |
| 交流電源を要する原子炉冷却機能（淡水による大容量注水機能）   | 機能喪失 | 機能喪失 | 機能喪失 | 必要とせず | 機能有り | 機能有り |
| 交流電源を要しない原子炉冷却機能（熱交換器を介した冷却機能） | 機能喪失 | 機能喪失 | 機能喪失 | 必要とせず | 稼働中 | 稼働中 |
| 建屋健全性                                                   | 大きく損傷 （水素ガス爆発） | 損傷。ブローアウトパネルは脱落して開放状態 | 大きく損傷 （水素ガス爆発） | 大きく損傷 （水素ガス爆発） | 屋上孔開け実施（水素ガス爆発対策） | 屋上孔開け実施（水素ガス爆発対策） |
| 原子炉圧力容器内水位                                         | 燃料露出 （部分又は全体） | 燃料露出 （部分又は全体） | 燃料露出 （部分又は全体） | 安全状態 | 安全状態 （冷温停止） | 安全状態 （冷温停止） |
| 原子炉圧力容器内圧力・温度                                   | 圧力：上昇傾向、温度：400℃以上に上昇（3月22日）後やや低下 | 圧力：不明、温度：安定 | 不明 | 安全状態 | 安全状態 | 安全状態 |
| 格納容器圧力                                                 | 0.4Mpaまで上昇（3月24日）後やや低下 | 安定 | 一時上昇(3/20)後低下 | 安全状態 | 安全状態 | 安全状態 |
| 炉心への注水                                                 | 実施中（淡水） | 実施中（淡水） | 実施中（淡水） | 必要とせず | 必要とせず | 必要とせず |
| 格納容器への注水                                             | 確認中 | 確認中 | 確認中 | 必要とせず | 必要とせず | 必要とせず |
| 格納容器ベント                                               | 一時停止 | 一時停止 | 一時停止 | 必要とせず | 必要とせず | 必要とせず |
| 使用済み核燃料プール内の燃料健全性（燃料の貯蔵体数）         | 不明（292体） | 損傷の疑いあり（587体） | 損傷の疑いあり（514体） | 損傷の可能性（1331体）（5階の爆発は燃料被覆管溶融のための水素ガス爆発と思われる。また、水面上で高い線量が検出された）2014年12月22日共用プールへの移送完了。 | 健全（946体） | 健全（876体） |
| 使用済み核燃料プール内の冷却機能                             | 放水実施（淡水） | 注水実施（海水から淡水へ） | 水位低、放水・注水実施（海水から淡水へ） | 水位低、放水実施（海水から淡水へ）、燃料は水面下（4月14日無人ヘリで確認）、プール自体に大きな損傷はない模様（4月28日水中カメラで動画撮影） | 一時機能を喪失するが、回復し冷却中 | 一時機能を喪失するが、回復し冷却中 |
| 中央制御室の居住性・操作性                                   | 交流電源喪失により悪化（照明、監視系のみ回復） | 交流電源喪失により悪化（照明、監視系のみ回復） | 交流電源喪失により悪化（照明、監視系のみ回復） | 交流電源喪失により悪化（照明、監視系のみ回復） | 健全（推定） | 健全（推定） |
| 環境影響                                                     | 環境モニタリングによる放射線計測値：西門付近にて 15 μSv/h （5月12日21時00分） 近県の農畜産物から食品衛生法上の暫定規制値を超える放射能を検出。3月21日以降、出荷制限、摂取制限を実施中。 3月13日、女川原子力発電所のモニタリングポストで21μSv/hの放射線を観測。しかし同発電所には放射性物質の大量拡散に繋がる要素は確認できず。 3月23日、発電所付近の海水から、放射性ヨウ素、セシウム、ルテニウム、テルル等が検出されたことを発表。 近県の水道水から食品衛生法上の暫定規制値を超える放射性ヨウ素が検出。 3月28日、2号機外の立て坑に溜まった水の表面で1000mSv/h以上の強い放射線が検出されたことを発表。 3月28日、敷地内土壌からプルトニウムが検出されたことを発表。 4月2日、2号機ピットに溜まった1000mSv/hを超える水がピット亀裂から海に流出していることを発見したと発表。 4月4日、高レベル廃液の移送先確保のため低レベル廃液約1万トンを海に投棄開始。 | 環境モニタリングによる放射線計測値：西門付近にて 15 μSv/h （5月12日21時00分） 近県の農畜産物から食品衛生法上の暫定規制値を超える放射能を検出。3月21日以降、出荷制限、摂取制限を実施中。 3月13日、女川原子力発電所のモニタリングポストで21μSv/hの放射線を観測。しかし同発電所には放射性物質の大量拡散に繋がる要素は確認できず。 3月23日、発電所付近の海水から、放射性ヨウ素、セシウム、ルテニウム、テルル等が検出されたことを発表。 近県の水道水から食品衛生法上の暫定規制値を超える放射性ヨウ素が検出。 3月28日、2号機外の立て坑に溜まった水の表面で1000mSv/h以上の強い放射線が検出されたことを発表。 3月28日、敷地内土壌からプルトニウムが検出されたことを発表。 4月2日、2号機ピットに溜まった1000mSv/hを超える水がピット亀裂から海に流出していることを発見したと発表。 4月4日、高レベル廃液の移送先確保のため低レベル廃液約1万トンを海に投棄開始。 | 環境モニタリングによる放射線計測値：西門付近にて 15 μSv/h （5月12日21時00分） 近県の農畜産物から食品衛生法上の暫定規制値を超える放射能を検出。3月21日以降、出荷制限、摂取制限を実施中。 3月13日、女川原子力発電所のモニタリングポストで21μSv/hの放射線を観測。しかし同発電所には放射性物質の大量拡散に繋がる要素は確認できず。 3月23日、発電所付近の海水から、放射性ヨウ素、セシウム、ルテニウム、テルル等が検出されたことを発表。 近県の水道水から食品衛生法上の暫定規制値を超える放射性ヨウ素が検出。 3月28日、2号機外の立て坑に溜まった水の表面で1000mSv/h以上の強い放射線が検出されたことを発表。 3月28日、敷地内土壌からプルトニウムが検出されたことを発表。 4月2日、2号機ピットに溜まった1000mSv/hを超える水がピット亀裂から海に流出していることを発見したと発表。 4月4日、高レベル廃液の移送先確保のため低レベル廃液約1万トンを海に投棄開始。 | 環境モニタリングによる放射線計測値：西門付近にて 15 μSv/h （5月12日21時00分） 近県の農畜産物から食品衛生法上の暫定規制値を超える放射能を検出。3月21日以降、出荷制限、摂取制限を実施中。 3月13日、女川原子力発電所のモニタリングポストで21μSv/hの放射線を観測。しかし同発電所には放射性物質の大量拡散に繋がる要素は確認できず。 3月23日、発電所付近の海水から、放射性ヨウ素、セシウム、ルテニウム、テルル等が検出されたことを発表。 近県の水道水から食品衛生法上の暫定規制値を超える放射性ヨウ素が検出。 3月28日、2号機外の立て坑に溜まった水の表面で1000mSv/h以上の強い放射線が検出されたことを発表。 3月28日、敷地内土壌からプルトニウムが検出されたことを発表。 4月2日、2号機ピットに溜まった1000mSv/hを超える水がピット亀裂から海に流出していることを発見したと発表。 4月4日、高レベル廃液の移送先確保のため低レベル廃液約1万トンを海に投棄開始。 | 環境モニタリングによる放射線計測値：西門付近にて 15 μSv/h （5月12日21時00分） 近県の農畜産物から食品衛生法上の暫定規制値を超える放射能を検出。3月21日以降、出荷制限、摂取制限を実施中。 3月13日、女川原子力発電所のモニタリングポストで21μSv/hの放射線を観測。しかし同発電所には放射性物質の大量拡散に繋がる要素は確認できず。 3月23日、発電所付近の海水から、放射性ヨウ素、セシウム、ルテニウム、テルル等が検出されたことを発表。 近県の水道水から食品衛生法上の暫定規制値を超える放射性ヨウ素が検出。 3月28日、2号機外の立て坑に溜まった水の表面で1000mSv/h以上の強い放射線が検出されたことを発表。 3月28日、敷地内土壌からプルトニウムが検出されたことを発表。 4月2日、2号機ピットに溜まった1000mSv/hを超える水がピット亀裂から海に流出していることを発見したと発表。 4月4日、高レベル廃液の移送先確保のため低レベル廃液約1万トンを海に投棄開始。 | 環境モニタリングによる放射線計測値：西門付近にて 15 μSv/h （5月12日21時00分） 近県の農畜産物から食品衛生法上の暫定規制値を超える放射能を検出。3月21日以降、出荷制限、摂取制限を実施中。 3月13日、女川原子力発電所のモニタリングポストで21μSv/hの放射線を観測。しかし同発電所には放射性物質の大量拡散に繋がる要素は確認できず。 3月23日、発電所付近の海水から、放射性ヨウ素、セシウム、ルテニウム、テルル等が検出されたことを発表。 近県の水道水から食品衛生法上の暫定規制値を超える放射性ヨウ素が検出。 3月28日、2号機外の立て坑に溜まった水の表面で1000mSv/h以上の強い放射線が検出されたことを発表。 3月28日、敷地内土壌からプルトニウムが検出されたことを発表。 4月2日、2号機ピットに溜まった1000mSv/hを超える水がピット亀裂から海に流出していることを発見したと発表。 4月4日、高レベル廃液の移送先確保のため低レベル廃液約1万トンを海に投棄開始。 |
| 避難勧告                                                     | 3月12日18：25 総理指示：20km圏内住民に避難指示 3月25日11：30 総理指示：20 - 30km圏内住民に自主避難促進 | 3月12日18：25 総理指示：20km圏内住民に避難指示 3月25日11：30 総理指示：20 - 30km圏内住民に自主避難促進 | 3月12日18：25 総理指示：20km圏内住民に避難指示 3月25日11：30 総理指示：20 - 30km圏内住民に自主避難促進 | 3月12日18：25 総理指示：20km圏内住民に避難指示 3月25日11：30 総理指示：20 - 30km圏内住民に自主避難促進 | 3月12日18：25 総理指示：20km圏内住民に避難指示 3月25日11：30 総理指示：20 - 30km圏内住民に自主避難促進 | 3月12日18：25 総理指示：20km圏内住民に避難指示 3月25日11：30 総理指示：20 - 30km圏内住民に自主避難促進 |
| 国際原子力事象評価尺度（4月12日）                            | レベル7 | レベル7 | レベル7 | レベル7 | - | - |
| その他                                                       | 使用済み核燃料共用プール：満水。水温：28℃（4月4日08:10）。21日共用プールへの注水開始、24日冷却ポンプを外部電源により起動 乾式輸送容器建屋の外観：異常なし | 使用済み核燃料共用プール：満水。水温：28℃（4月4日08:10）。21日共用プールへの注水開始、24日冷却ポンプを外部電源により起動 乾式輸送容器建屋の外観：異常なし | 使用済み核燃料共用プール：満水。水温：28℃（4月4日08:10）。21日共用プールへの注水開始、24日冷却ポンプを外部電源により起動 乾式輸送容器建屋の外観：異常なし | 使用済み核燃料共用プール：満水。水温：28℃（4月4日08:10）。21日共用プールへの注水開始、24日冷却ポンプを外部電源により起動 乾式輸送容器建屋の外観：異常なし | 使用済み核燃料共用プール：満水。水温：28℃（4月4日08:10）。21日共用プールへの注水開始、24日冷却ポンプを外部電源により起動 乾式輸送容器建屋の外観：異常なし | 使用済み核燃料共用プール：満水。水温：28℃（4月4日08:10）。21日共用プールへの注水開始、24日冷却ポンプを外部電源により起動 乾式輸送容器建屋の外観：異常なし |

## 経過

### 3月11日
| 3月11日                                    | 1号機                                  | 2号機                                                                      | 3号機                                  | 4号機                 | 5号機                 | 6号機                 |
| ------------------------------------------ | -------------------------------------- | -------------------------------------------------------------------------- | -------------------------------------- | --------------------- | --------------------- | --------------------- |
| 14時46分地震発生                           | 運転中⇒自動停止                        | 運転中⇒自動停止                                                            | 運転中⇒自動停止                        | 停止中 定期点検作業中 | 停止中 定期点検作業中 | 停止中 定期点検作業中 |
| 15時41分ディーゼル発電機故障停止           | 全交流電源喪失 バッテリー動作（?時間） | 全交流電源喪失 バッテリー動作（?時間）                                     | 全交流電源喪失 バッテリー動作（?時間） |                       |                       |                       |
| 15時45分にオイルタンクが大津波によって流出 | 16時36分冷却装置注水不能               | 冷却装置注水不能と思われたが、12日非常用炉心冷却装置のポンプが作動中を確認 | 非常用炉心冷却装置のポンプが作動中     |                       |                       |                       |
|                                            | ?時?分バッテリー終了?                  | ?時?分バッテリー終了?                                                      | ?時?分バッテリー終了?                  |                       |                       |                       |

沸騰水型原子炉圧力容器および再循環回路の詳細図（※：原子炉格納容器）
1.原子炉本体
2.コンクリート遮蔽プラグ
3.設備プール
4.ドライウェルヘッド
5.使用済み核燃料プール
6.燃料充填空洞
7.ドライウェルフランジ
8.原子炉圧力容器
9.生体遮蔽
10.2次コンクリート遮蔽壁
11.立鋼ドライウェル
12.ビーム
13.コンクリート埋込部
14.ジェットノズル
15.拡張ベローズ
16.ベントヘッダー
17.排水管
18.水（ウェットウェル）
19.シェル接合領域
20.土台基盤
21.原子炉建屋（側壁）
22.プラットフォーム
23.バルクヘッド
24.圧力抑制室
25.ベント管
26.天井クレーン
27.使用済み核燃料
28.冷却液パイプ
29.主給水管（タービンから）
30.主蒸気管（タービンへ）
31.制御棒駆動装置
39.制御棒
40.気水分離器
41.蒸気乾燥器
⇒ ドライウェル (11.) 、ウェットウェル (18.) は原子炉格納容器冷却設備、原子炉格納容器および原子炉格納容器冷却方法に大きく関連。

2011年3月11日14時46分（日本時間）、日本の三陸沖で、モーメント・マグニチュード (Mw)9.0となる地震が発生した。これは日本の観測史上最大で、アメリカ地質調査所 (USGS) によれば世界でも1900年以降4番目の規模である（地震の詳細は「東北地方太平洋沖地震」を参照）。
同時刻、4号機から6号機は定期点検のため停止中であったが、稼働中だった1号機（46万kW）、2号機（78.4万kW）、3号機（78.4万kW）がこの地震により自動停止した。
東京電力福島第一原子力発電所敷地内で記録した揺れの最大加速度は448ガルを記録した。これは、経済産業省原子力安全・保安院が同原発の耐震安全の最大値としていた600ガルの4分の3であった。
この揺れにより、1 - 4号機は発電所内の受電設備が損傷し受電不能に陥り、5、6号機は受電経路である原発西側の夜ノ森線の第27号鉄塔が倒壊し受電不能に陥った。本来はどちらかの外部電源から受電できれば発電所内部で融通できるシステムがあるため全機外部電源喪失を防げるはずだったが、結果的に全機受電不能になり外部電源喪失状態に至った。
受電不能によりいったんは非常用交流電源（ディーゼル発電機）が起動したが、地震41分後の15時27分に到達した第一波以後、数次にわたり本原発を大規模津波が襲った。津波は低い防波堤を越え、施設を大きく破壊し、地下室や立坑も浸水した。地下の非常用交流電源は水没し燃料のオイルタンクも流失した。このため、原子炉は全交流電源を失い、非常用炉心冷却装置（ECCS）や冷却水循環系を動かせなくなった。しかも冷却用海水系ポンプはむきだし状態に設置されていたので津波で壊れた（最終ヒートシンク喪失）。
これにより、1・2・3号機は共に全交流電源喪失状態に陥り、原子炉内の燃料棒に対する注水冷却機能を直流電源であるバッテリーに頼らざるを得ず、継続的な冷却を喪失する恐れが発生したことから、東京電力は15時42分頃、第1次緊急時態勢を発令、原子力災害対策特別措置法第10条に基づく特定事象発生の通報を海江田万里経済産業大臣、佐藤雄平福島県知事、渡辺利綱大熊町長、井戸川克隆双葉町長と関係各機関に対して行った。
さらに15時45分にオイルタンクが大津波によって流出し、16時36分に1号機と2号機は非常用炉心冷却装置による「冷却装置注水不能」と判断されたため（翌12日3時33分に2号機は可能と判明）、同42分に東京電力は同法第15条に基づく通報を行った。なお3号機は、非常用炉心冷却装置の原子炉隔離時冷却系（RCIC系）のポンプが作動している。2号機では、電源喪失直前の15時39分頃にRCICを手動で起動していたが、電源喪失後は制御盤の表示が消え、RCICの作動状況は不明となっていた。
19時03分に枝野幸男官房長官が首相官邸での記者会見にて原子力緊急事態宣言の発令を発表、20時50分に福島県対策本部から1号機の半径2kmの住民1,864人に避難指示が出された。内閣総理大臣の要請により、19時30分には防衛大臣が自衛隊の原子力災害派遣命令（翌12日9時20分に再度命令）。
21時23分には、菅直人内閣総理大臣から1号機の半径3km以内の住民に避難命令を出したほか、半径3kmから10km圏内の住民に対し「屋内退避」の指示が出た。
23時16分、日本経済新聞は「経済産業省原子力安全・保安院によると、冷却水を注水するための非常用ディーゼル発電機が稼働せず、現在はバッテリーで動かしている」と報じた。

### 3月12日
| 3月12日       | 1号機                                    | 2号機 | 3号機 | 4号機 | 5号機 | 6号機 |
| ------------- | ---------------------------------------- | ----- | ----- | ----- | ----- | ----- |
| 0時49分       | 原子炉格納容器圧力異常上昇               |       |       |       |       |       |
| 14時過ぎ      | 核燃料の一部が溶け出た可能性             |       |       |       |       |       |
| 14時30分      | 弁の開放は成功し、格納容器の破損は免れた |       |       |       |       |       |
| 15時36分      | 建屋で水素のガス爆発。上部の壁材のみ爆砕 |       |       |       |       |       |
| 20時20分      | 海水注入を開始                           |       |       |       |       |       |
| 22時15分 地震 | 海水注入を一時中断                       |       |       |       |       |       |

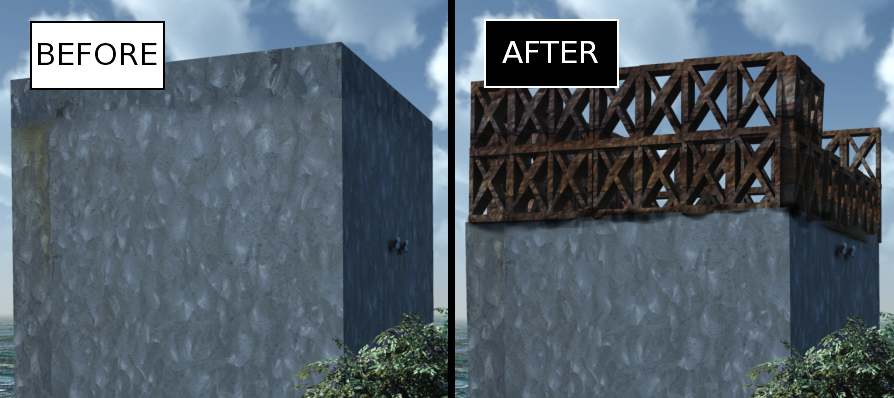
水素ガス爆発した1号炉のイメージ。
建屋上部の壁材のみ爆砕し、鋼鉄の骨組みが残っている。

0時49分、東京電力は1号機の「原子炉格納容器圧力異常上昇」により、原子力災害対策特別措置法15条に基づく特定事象発生が発生したと判断。1時20分に通報を行った。また、海江田経産相は3時05分からの記者会見で、原子炉格納容器の破損を防ぐため、1号機に関してベント作業、すなわち格納容器内の蒸気の放出作業の実行を発表。
3時までに20台の電源車が到着するがすべて電圧が合わず、変圧器に接続を試みるもケーブルの重さにより苦戦。
7時すぎ、菅直人首相が、ヘリで第1原発に降り立ち、1時間弱滞在し、職員らから状況の説明を受ける。
10時17分、電源喪失状態の中で作業でベント作業が開始されたが、作業は難航。最終的にベテラン作業員1人の手により14時30分に弁の開放は成功し、格納容器の破損は免れたが、一般人が1年間に浴びても良いとされる放射線の約100倍に相当する106.3ミリシーベルト（約10万マイクロシーベルト）の放射線を10分ほどの作業で浴び、作業員の男性は吐き気やだるさを訴え、病院に搬送された。
午後、アメリカ軍のヘリコプターで真水を大量輸送することが可能か、東京電力から駐日アメリカ合衆国大使館への要請が行われる。
14時12分、原子力安全・保安院は、福島第一原子力発電所の1号機周辺でセシウムが検出され、核燃料の一部が溶け出た可能性があると発表した。
15時29分、敷地内モニタリングポストにて毎時1015.1マイクロシーベルトの放射線が観測される。このモニタリングポストは、飯舘村の方向にあった。なお、東京電力から公表されたのは、3桁小さい原発正門付近での線量（毎時5.5マイクロシーベルト、15時30分の値）であり、毎時1015.1マイクロシーベルトの値は公表が遅れた。
15時30分頃、電源車の接続が完了。しかし直後の15時36分、1号炉原子炉建屋で水素ガス爆発が発生。白い煙が確認され、電源ケーブルが損傷し、東京電力社員2名、協力会社の社員2名が負傷した。
なお、時間は前後するが、3時33分、2号機の非常用炉心冷却装置の原子炉隔離時冷却系（RCIC系）ポンプが作動していたことが確認された。
19時55分、1号機の海水注入について内閣総理大臣が指示を出し、20時20分から1号機へ消火系からの海水注入が開始されたが、22時15分に発生した地震により、一時中断された。
21時前に行われた枝野官房長官の記者会見では、15時36分の爆発について、冷却機能を失った原子炉内において燃料被覆管を構成するジルコニウムと水蒸気との高温下での反応を由来とした水素を含んだ蒸気が原子炉格納容器内から漏れ出し、建屋（たてや）内に充満して発生した水素のガス爆発であり、原子炉格納容器の損傷もないという見解が発表された。

### 3月13日
| 3月13日  | 1号機                                                                                            | 2号機                                                                                            | 3号機                                                                                            | 4号機                                                                                            | 5号機                                                                                            | 6号機                                                                                            |
| -------- | ------------------------------------------------------------------------------------------------ | ------------------------------------------------------------------------------------------------ | ------------------------------------------------------------------------------------------------ | ------------------------------------------------------------------------------------------------ | ------------------------------------------------------------------------------------------------ | ------------------------------------------------------------------------------------------------ |
| 1時23分  | 海水注水再開（ホウ酸添加）                                                                       |                                                                                                  |                                                                                                  |                                                                                                  |                                                                                                  |                                                                                                  |
| 1時50分  | 東北電力 女川原子力発電所のモニタリングポスト各基の数値が急上昇、同MP-2にて最大約21μSv/hを記録。 | 東北電力 女川原子力発電所のモニタリングポスト各基の数値が急上昇、同MP-2にて最大約21μSv/hを記録。 | 東北電力 女川原子力発電所のモニタリングポスト各基の数値が急上昇、同MP-2にて最大約21μSv/hを記録。 | 東北電力 女川原子力発電所のモニタリングポスト各基の数値が急上昇、同MP-2にて最大約21μSv/hを記録。 | 東北電力 女川原子力発電所のモニタリングポスト各基の数値が急上昇、同MP-2にて最大約21μSv/hを記録。 | 東北電力 女川原子力発電所のモニタリングポスト各基の数値が急上昇、同MP-2にて最大約21μSv/hを記録。 |
| 2時44分  |                                                                                                  |                                                                                                  | 高圧注水系が停止                                                                                 |                                                                                                  |                                                                                                  |                                                                                                  |
| 4時15分  |                                                                                                  |                                                                                                  | 燃料棒が露出                                                                                     |                                                                                                  |                                                                                                  |                                                                                                  |
| 12時55分 |                                                                                                  |                                                                                                  | 燃料棒1.9m露出                                                                                   |                                                                                                  |                                                                                                  |                                                                                                  |
|          | 燃料棒露出 水位が上がらない                                                                      |                                                                                                  | 海水注入後も 水位が上がらない                                                                    |                                                                                                  |                                                                                                  |                                                                                                  |

1時23分、12日22時15分から中断されていた1号機への海水の注入作業が、津波の恐れが去ったと判断されたため再開された。使用する海水には、中性子を吸収し核分裂反応を抑える作用のあるホウ酸が添加されている。
1時50分、東北電力女川原子力発電所のモニタリングポストが21μSv/hを観測。同発電所では震災対応の真っただ中であったが、炉心温度100℃未満の「冷温停止」状態にあり、加えて一部電源の破壊・停止もあったものの多重系により全原子炉の冷却系は稼働中であり、同発電所の原子炉からの放射性物質の大気放出を疑う要素は何らなかった。原子力安全・保安院は、検出された放射線は前日の福島第一原子力発電所1号機の水素爆発の際に放出された放射性物質によるものと判断した。
2時44分、3号機の非常用炉心冷却装置の高圧注水系が停止した。冷却水が沸騰して水位が下がり、4時15分から燃料棒が露出し始めた。5時10分に非常用炉心冷却装置の原子炉隔離時冷却系（RCIC系）による注水を試みるも起動しないため、東京電力は、同38分に「冷却装置注水不能」として原子力災害対策特別措置法15条に基づく通報を行った。12日に爆発が起きた同原発1号機と同様に、格納容器内の圧力が高まるため、東京電力は放射性物質が混じった蒸気を外部に放出する準備を進め、海水注入も検討した。
8時41分、3号機の格納容器内の蒸気を排出し、内部の圧力を下げる弁を開けることに成功した。8時56分、放射線量の値が再び上昇し、制限値の0.5ミリシーベルト/時を超えたため、原子力災害対策特別措置法に基づく「緊急事態」の通報を行った。午前、福島県が合わせて22人の被曝を確認したと発表した。
敷地正門付近で中性子が検出されていた午前の段階で、3号機が炉心溶融に至っていた。
午前の記者会見で、枝野官房長官は、1号機の原子炉圧力容器内部が海水で満たされていると判断されると述べた。1号機の水位計は正確に計測できない状態となっているため、ポンプの能力どおりに海水が供給されていることから判断したという。また、3号機については、9時5分に安全弁を開いたことで原子炉圧力容器内部の圧力が低下し、9時8分に真水の注入を開始したと述べた。9時20分には格納容器の排気が開始され、9時25分にはホウ酸の混入が開始された。12時55分には、燃料棒の上部1.9メートルが冷却水から露出したため、海水注入に踏み切った。水位低下で核燃料が露出して溶融する恐れが出たため、13時12分から3号機の原子炉に海水の注入を始めた。
13時52分に第一原発の周辺でこれまでで最も多い1.5575ミリシーベルト/時を観測したが、2時42分に0.1841ミリシーベルト/時に低下した。枝野官房長官は午後の記者会見で、「爆発的なことが万一生じても、避難している周辺の皆さんに影響を及ぼす状況は生じない」と述べた。しかし、1号機と3号機は依然として十分な水位が確保できず、燃料が露出した状態になっており、海水注入後も水位に大きな変化が見られない。

### 3月14日
| 3月14日  | 1号機 | 2号機 | 3号機 | 4号機 | 5号機 | 6号機 |
| -------- | --- | --- | --- | --- | --- | --- |
| 1時20分  | 海水の注水を停止 | | 海水の注水を停止 | | | |
| 11時1分  | | | 爆発 | | | |
| 13時25分 | | 冷却機能喪失 | | | | |
| 16時34分 | | 海水の注水 | | | | |
| 19時45分 | | 燃料棒全露出 | | | | |
| 21時37分 | 福島第一原発の正門付近でこれまでの最高となる3.130ミリシーベルト/時の放射線を観測                                                                           | 福島第一原発の正門付近でこれまでの最高となる3.130ミリシーベルト/時の放射線を観測                                                                           | 福島第一原発の正門付近でこれまでの最高となる3.130ミリシーベルト/時の放射線を観測                                                                           | 福島第一原発の正門付近でこれまでの最高となる3.130ミリシーベルト/時の放射線を観測                                                                           | 福島第一原発の正門付近でこれまでの最高となる3.130ミリシーベルト/時の放射線を観測                                                                           | 福島第一原発の正門付近でこれまでの最高となる3.130ミリシーベルト/時の放射線を観測                                                                           |
| 22時00分 | 福島第二原発のモニタリングポストMP-4にて通常（約0.03～0.04マイクロシーベルト/時）を超える放射線量を観測され始め、3.84マイクロシーベルト/時の放射線量を観測 | 福島第二原発のモニタリングポストMP-4にて通常（約0.03～0.04マイクロシーベルト/時）を超える放射線量を観測され始め、3.84マイクロシーベルト/時の放射線量を観測 | 福島第二原発のモニタリングポストMP-4にて通常（約0.03～0.04マイクロシーベルト/時）を超える放射線量を観測され始め、3.84マイクロシーベルト/時の放射線量を観測 | 福島第二原発のモニタリングポストMP-4にて通常（約0.03～0.04マイクロシーベルト/時）を超える放射線量を観測され始め、3.84マイクロシーベルト/時の放射線量を観測 | 福島第二原発のモニタリングポストMP-4にて通常（約0.03～0.04マイクロシーベルト/時）を超える放射線量を観測され始め、3.84マイクロシーベルト/時の放射線量を観測 | 福島第二原発のモニタリングポストMP-4にて通常（約0.03～0.04マイクロシーベルト/時）を超える放射線量を観測され始め、3.84マイクロシーベルト/時の放射線量を観測 |
| 22時7分  | 福島第一原発の10km南に設置されていた放射能のモニタリングポストで、通常の260倍にあたる9.6マイクロシーベルト/時の放射線量が観測                              | 福島第一原発の10km南に設置されていた放射能のモニタリングポストで、通常の260倍にあたる9.6マイクロシーベルト/時の放射線量が観測                              | 福島第一原発の10km南に設置されていた放射能のモニタリングポストで、通常の260倍にあたる9.6マイクロシーベルト/時の放射線量が観測                              | 福島第一原発の10km南に設置されていた放射能のモニタリングポストで、通常の260倍にあたる9.6マイクロシーベルト/時の放射線量が観測                              | 福島第一原発の10km南に設置されていた放射能のモニタリングポストで、通常の260倍にあたる9.6マイクロシーベルト/時の放射線量が観測                              | 福島第一原発の10km南に設置されていた放射能のモニタリングポストで、通常の260倍にあたる9.6マイクロシーベルト/時の放射線量が観測                              |
| 22時20分 | 福島第二原発のモニタリングポストMP-4にて、小ピークの7.95マイクロシーベルト/時の放射線量が観測                                                              | 福島第二原発のモニタリングポストMP-4にて、小ピークの7.95マイクロシーベルト/時の放射線量が観測                                                              | 福島第二原発のモニタリングポストMP-4にて、小ピークの7.95マイクロシーベルト/時の放射線量が観測                                                              | 福島第二原発のモニタリングポストMP-4にて、小ピークの7.95マイクロシーベルト/時の放射線量が観測                                                              | 福島第二原発のモニタリングポストMP-4にて、小ピークの7.95マイクロシーベルト/時の放射線量が観測                                                              | 福島第二原発のモニタリングポストMP-4にて、小ピークの7.95マイクロシーベルト/時の放射線量が観測                                                              |
| 23時39分 | | 格納容器圧力異常上昇 | | | | |
| 23時39分 | 福島第二原発のモニタリングポストにてMP-4にて、大規模な放射線量の上昇が観測され始め、28.1マイクロシーベルト/時の放射線量を観測                              | 福島第二原発のモニタリングポストにてMP-4にて、大規模な放射線量の上昇が観測され始め、28.1マイクロシーベルト/時の放射線量を観測                              | 福島第二原発のモニタリングポストにてMP-4にて、大規模な放射線量の上昇が観測され始め、28.1マイクロシーベルト/時の放射線量を観測                              | 福島第二原発のモニタリングポストにてMP-4にて、大規模な放射線量の上昇が観測され始め、28.1マイクロシーベルト/時の放射線量を観測                              | 福島第二原発のモニタリングポストにてMP-4にて、大規模な放射線量の上昇が観測され始め、28.1マイクロシーベルト/時の放射線量を観測                              | 福島第二原発のモニタリングポストにてMP-4にて、大規模な放射線量の上昇が観測され始め、28.1マイクロシーベルト/時の放射線量を観測                              |

避難指示範囲等

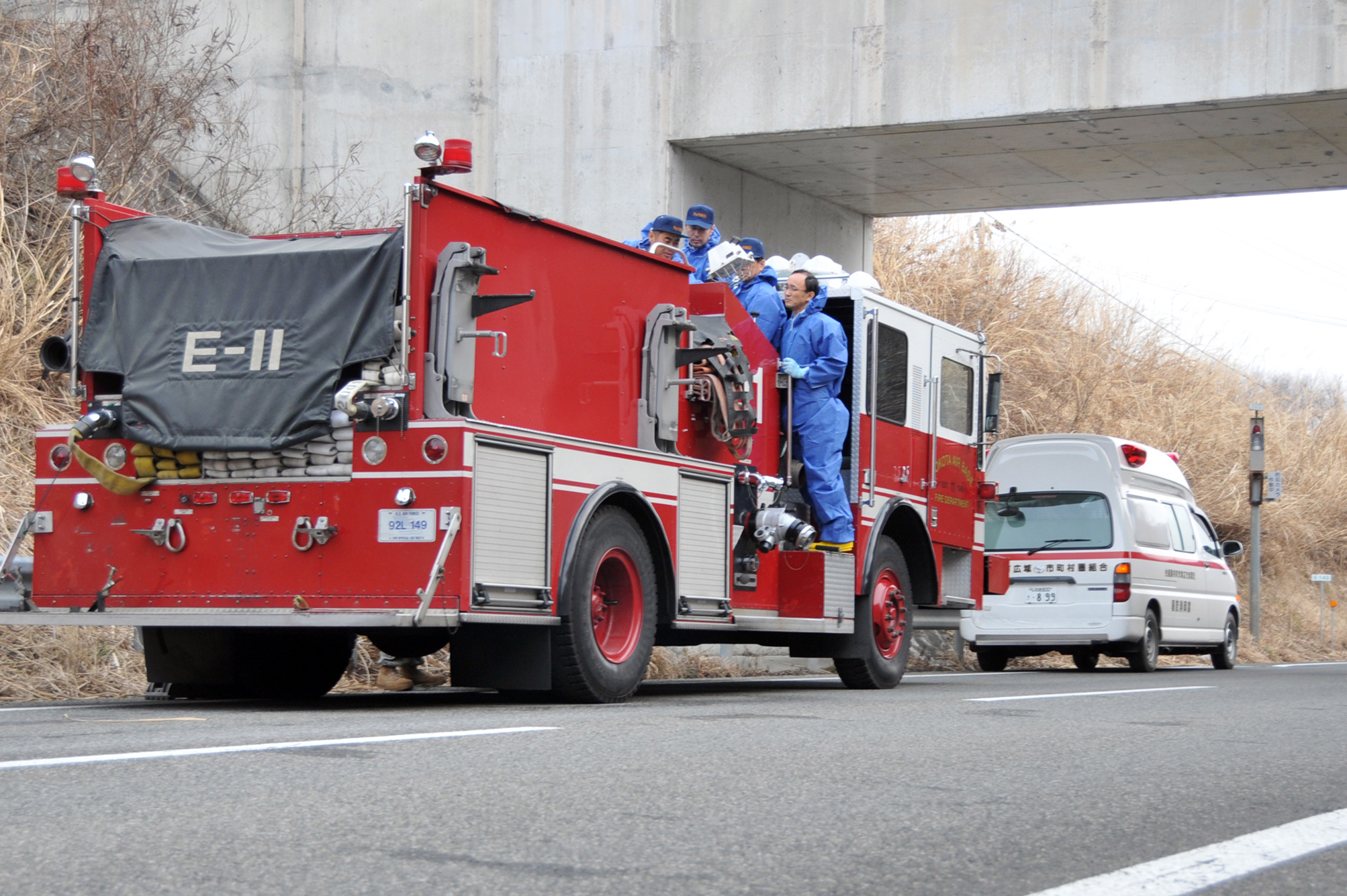
アメリカ空軍から提供された消防車を操作する東京電力職員

1時10分、汲み上げ場所の海水が少なくなったため、1号機と3号機への海水の注水を停止した。7時50分、3号機の「冷却機能喪失」により、原子力災害対策特別措置法第15条に基づく特定事象の通報を行った。
11時1分に3号機の建屋が爆発し、大量の煙が上がった。この煙は灰褐色で、1号機のものと比べるとより高くまで上がり、炎が上がる様子も見られた。枝野官房長官は1号機と同様の水素ガス爆発であると発表。この爆発で建屋は骨組だけになり、作業をしていた東京電力と協力企業の作業員、および自衛隊員の合わせて11人が怪我をした。このうち重傷を負った東京電力の作業員1人は被曝した。さらに、3月27日付の英テレグラフ電子版では、3号機が爆発した時現場に居合わせた陸上自衛隊中央特殊武器防護隊の6人が、爆発に巻き込まれ死亡していたと報じている（ただし、3月28日現在の政府広報発表では、この事故によって死者が出たとの報告はない)。この爆発を受け、原子力安全・保安院は原発周辺20km以内に残っていた住民600人に屋内退避を勧告した。枝野官房長官は、「原子炉格納容器の堅牢性は確保されており、放射性物質が大量に飛散している可能性は低い」と発言した。
アメリカ海軍第7艦隊は、震災の救援のために三陸沖に展開していた原子力空母ロナルド・レーガン所属のヘリコプター作業員17人から、低レベルの放射能を検知したと発表した。同空母は福島原発の北東160kmほどを航行していたが、この汚染を受け、発電所の風下から移動した。
13時25分、それまで安定していた2号機でも原子炉内部に冷却水を送り込むことができなくなったため、「冷却機能喪失」として原子力災害対策特別措置法第15条に基づく特定事象の通報を行った。これにより2号機の原子炉の水位が下がったため、16時34分より海水の注水による冷却が開始された。
19時45分、2号機の冷却水が大幅に減少し、燃料棒がすべて露出した。14日夕方より海水注入を行っていたが、ポンプの燃料が切れて注入できなくなっていた。東京電力は20時頃から再び海水注入を開始し、次第に水位は回復した。
21時37分、福島第一原発の正門付近でこれまでの最高となる3.130ミリシーベルト/時の放射線を観測。22時7分、福島第一原発の10km南に設置されていた放射能のモニタリングポストで、通常の260倍にあたる9.6マイクロシーベルト/時の放射線量が観測された。
22時00分、福島第二原発のモニタリングポストMP-4にて通常（約0.04～0.03マイクロシーベルト/時）を超える放射線量を観測され始め、3.84マイクロシーベルト/時の放射線量を観測。
23時39分、2号機の「原子炉格納容器圧力異常上昇」により、原子力災害対策特別措置法第15条に基づく特定事象の通報を行った。
23時50分、福島第二原発のモニタリングポストMP-4にて大規模な放射線量の上昇が確認され始め、28.1マイクロシーベルト/時の放射線量を観測。
同日、東北電力三居沢発電所（水力発電所、最大認可出力1000kW）が設備点検を終え、被災発電所としては始めて営業運転を再開。絶望的だった東北南部太平洋岸地方の送電再開に一歩前進する。

### 3月15日
| 3月15日       | 1号機 | 2号機 | 3号機 | 4号機 | 5号機 | 6号機 |
| ------------- | --- | --- | --- | --- | --- | --- |
| 0時0分        | | ドライベントを数分間実行 ただし、圧力の下降が確認されないため、結果放射性物質の放出はなかったとの東京電力による推定 （3/21公表）                                  | | | | |
| 0時0分        | 福島第二原発のモニタリングポストMP-4で最初のピークである95.7μSv/hを観測。                                                                                         | 福島第二原発のモニタリングポストMP-4で最初のピークである95.7μSv/hを観測。                                                                                         | 福島第二原発のモニタリングポストMP-4で最初のピークである95.7μSv/hを観測。                                                                                         | 福島第二原発のモニタリングポストMP-4で最初のピークである95.7μSv/hを観測。                                                                                         | 福島第二原発のモニタリングポストMP-4で最初のピークである95.7μSv/hを観測。                                                                                         | 福島第二原発のモニタリングポストMP-4で最初のピークである95.7μSv/hを観測。                                                                                         |
| 0時頃         | 正門にて約1200 mR/hr≒約12000 μSv/h（9時の放出と同規模）の高濃度の線量が観測。ただしアメリカ合衆国エネルギー省のデータであり、東京電力公式データ中には存在しない。 | 正門にて約1200 mR/hr≒約12000 μSv/h（9時の放出と同規模）の高濃度の線量が観測。ただしアメリカ合衆国エネルギー省のデータであり、東京電力公式データ中には存在しない。 | 正門にて約1200 mR/hr≒約12000 μSv/h（9時の放出と同規模）の高濃度の線量が観測。ただしアメリカ合衆国エネルギー省のデータであり、東京電力公式データ中には存在しない。 | 正門にて約1200 mR/hr≒約12000 μSv/h（9時の放出と同規模）の高濃度の線量が観測。ただしアメリカ合衆国エネルギー省のデータであり、東京電力公式データ中には存在しない。 | 正門にて約1200 mR/hr≒約12000 μSv/h（9時の放出と同規模）の高濃度の線量が観測。ただしアメリカ合衆国エネルギー省のデータであり、東京電力公式データ中には存在しない。 | 正門にて約1200 mR/hr≒約12000 μSv/h（9時の放出と同規模）の高濃度の線量が観測。ただしアメリカ合衆国エネルギー省のデータであり、東京電力公式データ中には存在しない。 |
| 1時頃         | 茨城県にて初めて北部から徐々に南下する0.1から0.5 μSv級の放射線量の有意な上昇を観測                                                                                | 茨城県にて初めて北部から徐々に南下する0.1から0.5 μSv級の放射線量の有意な上昇を観測                                                                                | 茨城県にて初めて北部から徐々に南下する0.1から0.5 μSv級の放射線量の有意な上昇を観測                                                                                | 茨城県にて初めて北部から徐々に南下する0.1から0.5 μSv級の放射線量の有意な上昇を観測                                                                                | 茨城県にて初めて北部から徐々に南下する0.1から0.5 μSv級の放射線量の有意な上昇を観測                                                                                | 茨城県にて初めて北部から徐々に南下する0.1から0.5 μSv級の放射線量の有意な上昇を観測                                                                                |
| 1時11分       | | 原子炉圧力： 1.44 MPa⇒0.92 MPa | | | | |
| 4時20分       | 福島第二原発のモニタリングポストMP-4で事故以降観測された中で最大の放射線量である155μSv/hを観測。                                                                  | 福島第二原発のモニタリングポストMP-4で事故以降観測された中で最大の放射線量である155μSv/hを観測。                                                                  | 福島第二原発のモニタリングポストMP-4で事故以降観測された中で最大の放射線量である155μSv/hを観測。                                                                  | 福島第二原発のモニタリングポストMP-4で事故以降観測された中で最大の放射線量である155μSv/hを観測。                                                                  | 福島第二原発のモニタリングポストMP-4で事故以降観測された中で最大の放射線量である155μSv/hを観測。                                                                  | 福島第二原発のモニタリングポストMP-4で事故以降観測された中で最大の放射線量である155μSv/hを観測。                                                                  |
| 2時30分       | | | 海水の注水 | | | |
| 3時00分       | | 格納容器圧力が設計圧力を超えた | | | | |
| 4時20分       | 福島第二原発のモニタリングポストMP-4でこの日最後のピークである140μSv/hを観測。以降徐々に放射線量は減少していく。                                                  | 福島第二原発のモニタリングポストMP-4でこの日最後のピークである140μSv/hを観測。以降徐々に放射線量は減少していく。                                                  | 福島第二原発のモニタリングポストMP-4でこの日最後のピークである140μSv/hを観測。以降徐々に放射線量は減少していく。                                                  | 福島第二原発のモニタリングポストMP-4でこの日最後のピークである140μSv/hを観測。以降徐々に放射線量は減少していく。                                                  | 福島第二原発のモニタリングポストMP-4でこの日最後のピークである140μSv/hを観測。以降徐々に放射線量は減少していく。                                                  | 福島第二原発のモニタリングポストMP-4でこの日最後のピークである140μSv/hを観測。以降徐々に放射線量は減少していく。                                                  |
| 4時頃 - 7時頃 | 茨城県において徐々に南下する1から5.5μシーベルト/時級の高濃度放射線量が観測                                                                                        | 茨城県において徐々に南下する1から5.5μシーベルト/時級の高濃度放射線量が観測                                                                                        | 茨城県において徐々に南下する1から5.5μシーベルト/時級の高濃度放射線量が観測                                                                                        | 茨城県において徐々に南下する1から5.5μシーベルト/時級の高濃度放射線量が観測                                                                                        | 茨城県において徐々に南下する1から5.5μシーベルト/時級の高濃度放射線量が観測                                                                                        | 茨城県において徐々に南下する1から5.5μシーベルト/時級の高濃度放射線量が観測                                                                                        |
| 5時50分       | 北茨城市で5.575マイクロシーベルト/時の高濃度放射線量が観測 | 北茨城市で5.575マイクロシーベルト/時の高濃度放射線量が観測 | 北茨城市で5.575マイクロシーベルト/時の高濃度放射線量が観測 | 北茨城市で5.575マイクロシーベルト/時の高濃度放射線量が観測 | 北茨城市で5.575マイクロシーベルト/時の高濃度放射線量が観測 | 北茨城市で5.575マイクロシーベルト/時の高濃度放射線量が観測 |
| 6時10分       | | 異音発生 圧力抑制室の圧力低下 | | | | |
| 6時14分       | | | 煙発生 | 音がして壁の一部破損 | | |
| 8時25分       | | 白煙確認 | | | | |
| 9時           | 正門付近で、これまでで最高の11.93ミリシーベルト/時のガンマ線を検出                                                                                                | 正門付近で、これまでで最高の11.93ミリシーベルト/時のガンマ線を検出                                                                                                | 正門付近で、これまでで最高の11.93ミリシーベルト/時のガンマ線を検出                                                                                                | 正門付近で、これまでで最高の11.93ミリシーベルト/時のガンマ線を検出                                                                                                | 正門付近で、これまでで最高の11.93ミリシーベルト/時のガンマ線を検出                                                                                                | 正門付近で、これまでで最高の11.93ミリシーベルト/時のガンマ線を検出                                                                                                |
| 9時38分       | | | | 火災確認 | | |
| 10時22分      | | | 周辺で400 mSv/h | | | |

福島第一原子力発電所の正門において測定した放射線量。
（縦軸）放射線量（単位：ミリシーベルト/時）
（横軸）3月12日から3月19日までの時系列。
（※：測定は東京電力による）

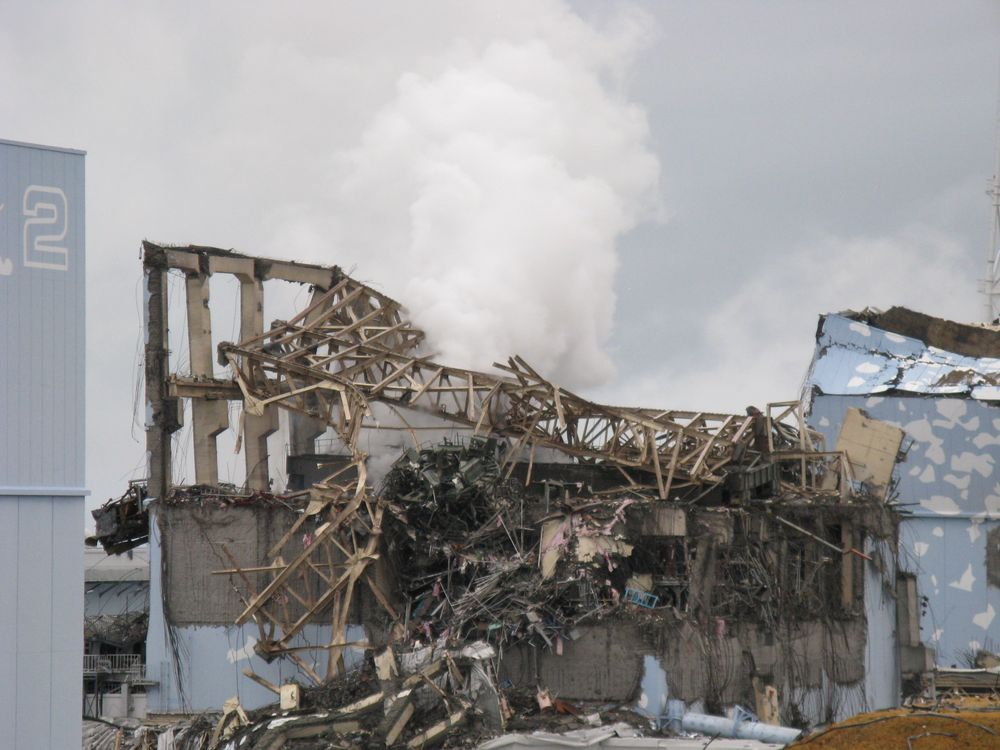
爆発後の３号機原子炉建屋（3月15日撮影）

0時、2号機の格納容器内の圧力を低下させるため初のドライウェルベント（放射性物質を水を通さずそのまま大気中に放出する弁の解放）を数分間実行。圧力が下がらなかったため、結果的に外部に流出していないと東京電力により推定された。
0時頃、正門にて約1200 mR/hr≒約12000 μSv/h（9時の放出と同規模）の高濃度の線量が観測。ただしアメリカ合衆国エネルギー省のデータであり、東京電力の公式なデータ中には存在しない。
0時頃（23時50分）より、福島第二原発の100～150μSv/h級の大規模な放射線量の上昇が観測され始め、断続的なピークを計測。5時20分には福島第二原発での観測上最も高い値である155μSv/hを計測。4時20分に最後のピークである140μSv/hを観測した後は徐々に放射線量は減少し、6時以降に起きた福島第一原発の大規模漏洩による放射線量の上昇は翌日になるまで観測されない。
1時頃より、茨城県にて初めて北部から徐々に南下する0.1～0.5 μSv/h級の放射線量の有意な上昇を観測。
- 1時11分、2号機に関し、原子炉圧力：1.44 MPa⇒0.92 MPa[80]。
- 2時30分、3号機に海水の注入を再開[81]。
- 3時00分、2号機に関し、格納容器圧力が設計圧力を超えたことから、減圧操作および注水操作を試みるも、減圧しきれず[80]。

4時頃から7時頃にかけて、茨城県において県北東部（日立市）から県東部（鉾田市）に向かって徐々に南下する高濃度放射線量が観測された。最大で5時50分に北茨城市で5.575マイクロシーベルト/時の高濃度放射線量が観測された。これに関連して、関東地方全域の広範囲で高濃度放射線量が初めて観測された。
6時10分、2号機に関し、圧力抑制室（サプレッションプール）付近で異音発生。圧力抑制室の圧力低下 通常は3気圧ある圧力抑制プール（サプレッションプール）内の圧力が外気と同じ1気圧になっていることから、ここが損傷した可能性が高いとされている。
- 6時14分、3号機に関し、煙発生[80]。
- 6時14分、4号機に関し、音がして壁の一部破損を確認 [80]。
- 6時20分頃、2号機に関し、圧力抑制室に損傷の疑い [80]。
- 6時56分、4号機に関し、建屋の上が変形した模様 [80]。
- 7時頃、所員の90％にあたる約650人が、吉田所長の命令により、福島第二原発へ退避
- 8時25分、2号機に関し、建屋5階付近から白煙確認 [80]。
- 9時、正門にて、これまでで最高の11.93ミリシーベルト/時のガンマ線を検出[77]。
- 9時38分、4号機に関し、建屋3階北西付近より火災確認 [89][80]。
- 10時22分、3号機に関し、周辺で400 mSv/hの線量を測定 [80]。
- 10時59分、オフサイトセンターに対し、退避命令発出。福島県庁へ退避 [80]。
- 11時59分、国土交通省は福島第一原発の半径30 km以内の上空を高度に関わらず飛行禁止とした。ただし、人命救助や緊急物資の輸送のための航空機は対象外とされた[90]。
- 12時25分、4号機に関し、鎮火確認（翌日同場所にて再び火災を確認することになった）[80]。

20時40 - 50分、文部科学省は、住民に屋内退避指示が出されている福島県浪江町内の福島第一原発から約20キロの距離の山間部地点、川房・昼曽根・尺石の3か所にて車内外で計測、195 - 330マイクロシーベルト/時の放射線量を観測したと3月16日に発表。なお車の内外で観測値に大きな違いはなく、「車には遮蔽効果がなかった」とした。
厚生労働省は、福島第一原発に限り、緊急作業に従事する労働者の放射線量の限度を100ミリシーベルト/年から250ミリシーベルト/年に引き上げた。なお、自衛隊員・消防・警察の上限は50ミリシーベルト/年。
群馬県衛生環境研究所（前橋市）の空間放射線量測定値が10時以降上昇し始め、13時には0.562マイクロシーベルト/時となった。以後翌16日深夜まで断続的に高い値が続いたが、以後安定した漸減傾向になる。
放射線量は一度安定化したものの、夜になって再度上昇し、23時30分に正門で8.08ミリシーベルト/時のガンマ線を検出した。

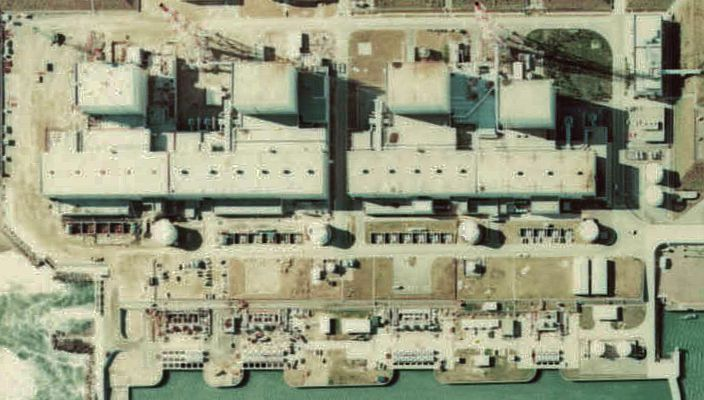
1975年に撮影。左から4・3・2・1号機。

### 3月16日
5時45分頃、福島第一原発4号機で3月15日に出火した部分で再び出火した。6時15分頃、火は見えなくなったが、鎮火したかどうかは不明。
8時37分、3号機で白煙が上がり、水蒸気が出たと推測された。
10時以降、観測される放射線量が上昇し、同40分には正門で10ミリシーベルト/時、また12時30分にも正門で10.85ミリシーベルト/時のガンマ線が検出された。この放射線量の上昇について、東京電力の報告を受けた原子力安全・保安院は、記者会見で「圧力抑制室が破損した2号機が原因である可能性が高い」と説明した。
13時20分、警視庁機動隊の11名が放水の準備のため空自百里基地に向けて移動。
16時過ぎ、東京電力の協力企業が福島県富岡町で送電線の支柱を直す工事を行っていたところ、社内専用の通信回線を誤って切断した。これによって福島第一原子力発電所から東京本店などへの詳細なデータ送信ができなくなり、17日0時40分頃に復旧するまでおよそ9時間近く通信が途絶え、放射線量が高い建物外に出て衛星電話で必要最小限の報告をするしかなくなった。
福島県災害対策本部によると、21時発表（環境放射能モニタリング測定値 可搬型モニタリングポスト 第8報）の第一原発から20 - 40kmの地域での観測では、飯舘村役場の0時での0.0383ミリシーベルト/時（38.3マイクロシーベルト/時）が放射線量の最高値であった。

### 3月17日

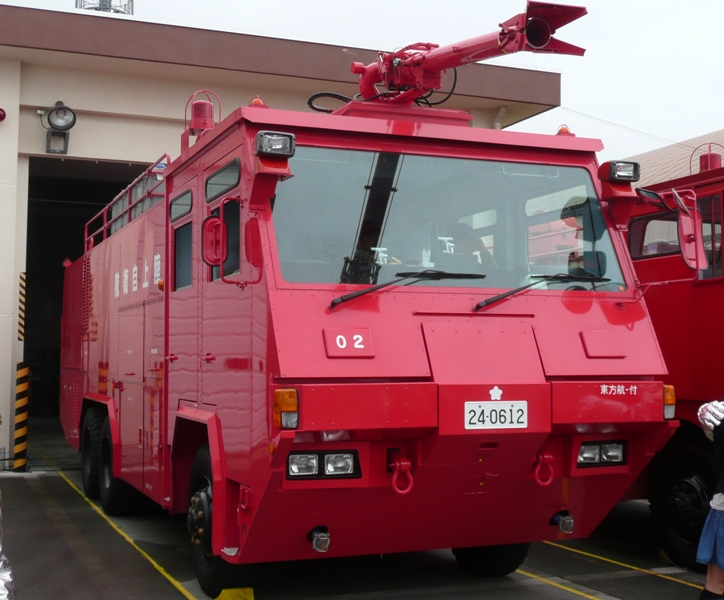
陸上自衛隊の救難消防車

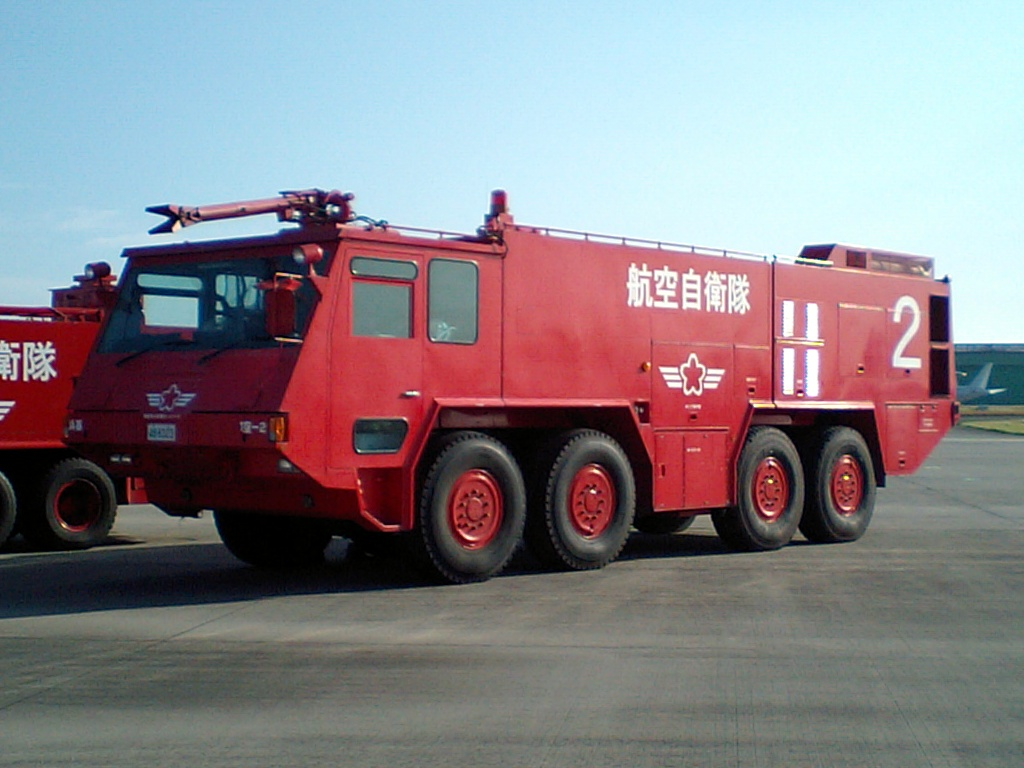
航空自衛隊の大型破壊機救難消防車

9時48分、使用済み核燃料プールの水位が低下していた3号機に対し、陸上自衛隊第1ヘリコプター団のCH-47ヘリコプター2機が消火バケットを使い、計4回30トンの放水を行った。作業前、9時20分時点のモニタリングでは、高度300フィート（約90メートル）で87.7ミリシーベルト/時、高度1000フィートでは4.13ミリシーベルト/時と高い放射線量が検出されていたが、作業にあたった自衛隊員の浴びた放射線量は全員1ミリシーベルト以下であった。作業後の会見で火箱芳文陸上幕僚長は、隊員の被曝は「基準値以下で健康に問題はない」と述べた。なお、このとき3号機への放水を優先した理由について、東京電力は、16日にヘリで上空から視察したところ、3号機は屋根に残骸があるなどしてプールの状態を確認できなかったが、4号機プールには燃料棒が隠れるほどの水があることを確認したためと説明した。
正午前、原発入りに備えて常磐自動車道四倉パーキングエリアに自衛隊の消防車が集結する。
14時24分、自衛隊の消防車11台のうち、海自下総航空基地の車両が積載していた水を空自車両へ移す。当初予定だった、複数のポンプ車で大型消防車まで海水をリレーする案を変更し、大型消防車が交代で放水を行うことになったため。
19時5分、警視庁機動隊の高圧放水車が3号機に対し、地上から最初の放水を行った。
当初予定の44トン（タンク4t、プール40t）のうち、12トンを放水したところで水の勢いが弱くなり終了した（「失敗」は誤報）。
19時35分、自衛隊の各飛行場から集合した大型破壊機救難消防車と救難消防車計5台が3号機に対して約30トンの注入を行った。放水前の放射線量は3.630ミリシーベルト/時、放水後は3.586ミリシーベルト/時で、放射線量に大きな変化は見られなかった。なお、航空自衛隊による大型破壊機救難消防車などの派遣は、百里基地より3台、三沢基地より1台、小松基地より1台、入間基地1台の合計6台を派遣している。また、小牧基地では福島原発の消火活動に出動した百里基地を支援するために消防車3台を派遣した。
四日市の中央建設が50メートルアームの生コン圧送車を操縦士とともに2台提供できる準備が整っていることを東京電力に鈴木英敬を通じて連絡する。

### 3月18日
10時00分、各号機共用で使用済み核燃料を貯蔵するプールの水位が確保されていること、使用済み核燃料の乾式輸送容器建屋の外観に異常がないことが確認された。
14時前 - 14時45分、自衛隊の消防車と東京電力の協力企業社員が操作する在日米軍提供の消防車を使い3号機に放水。
2号機の非常用炉心冷却装置を復帰させるため、東京電力が外部送電線からの予備電源変電設備への受電を完了。建屋内への送電の準備を始めた。

### 3月19日

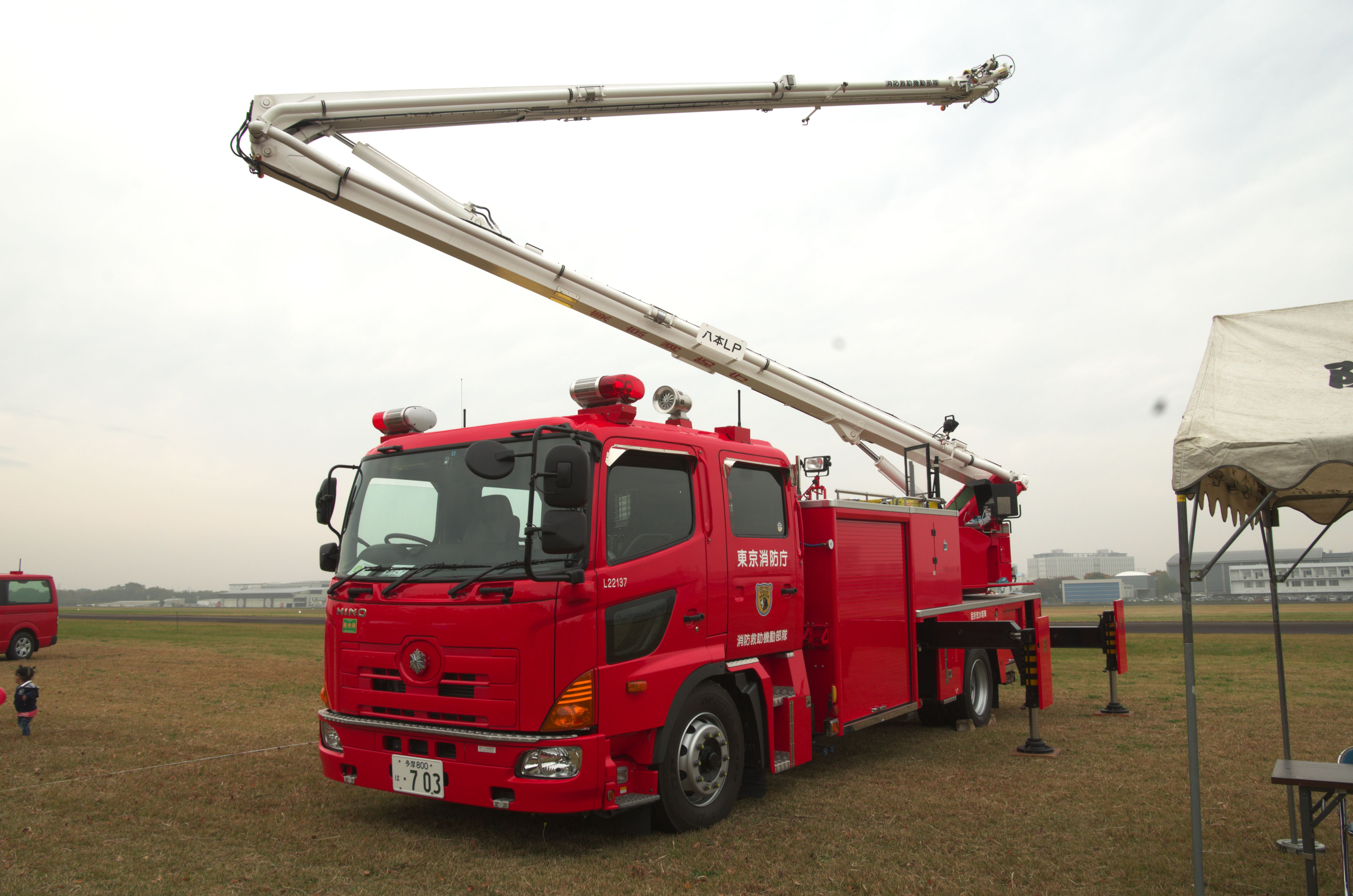
東京消防庁ハイパーレスキュー隊の屈折放水塔車
連続放水を行った。

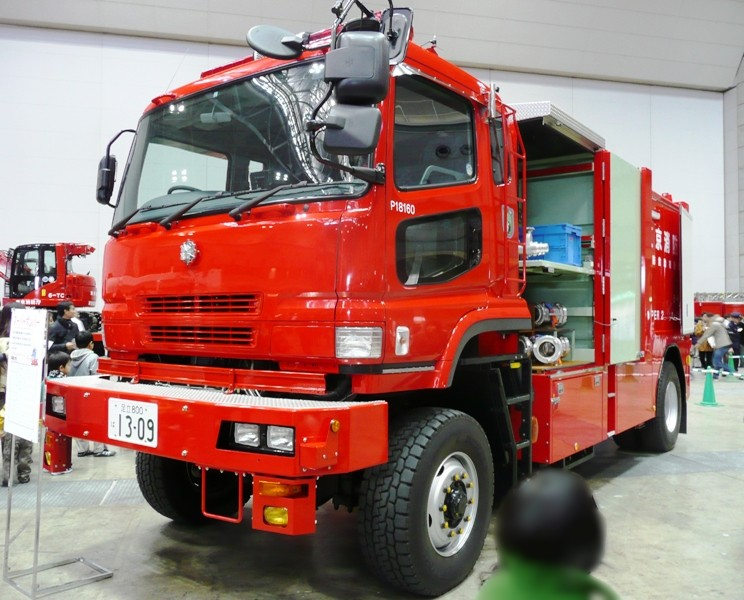
東京消防庁ハイパーレスキュー隊の遠距離大容量送水車“スーパーポンパー”／ホースの延長とポンプにより海水を送り続けた。

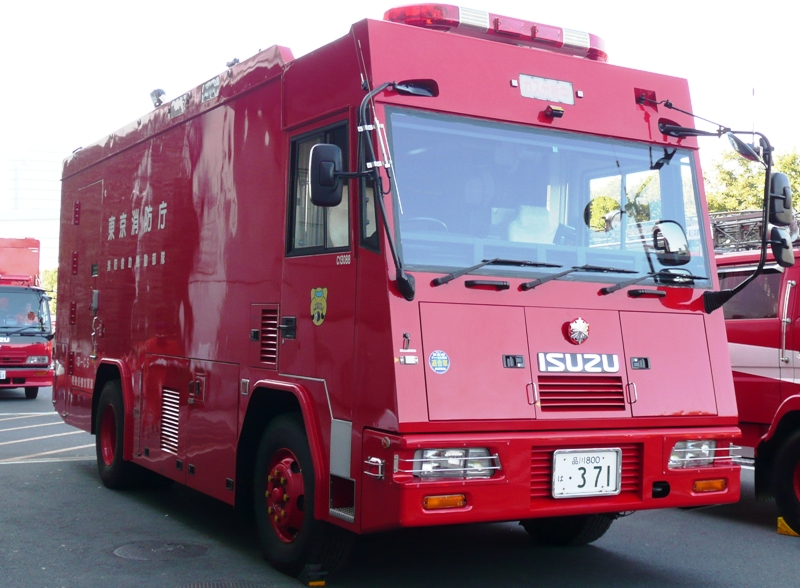
東京消防庁ハイパーレスキュー隊の特殊災害対策車（スーパーハズマット）。
日本で唯一の放射線防護機能を持った車両で偵察活動に使われた。

0時30分 - 1時10分、東京消防庁消防救助機動部隊(ハイパーレスキュー隊)が約350メートルにわたって手作業でホースをつなぎ、屈折放水塔車から3号機に向かって毎分約3トンを放水した。この結果、放射線量は放水を終えた段階でほぼ0ミリシーベルト/時に近い値にまで減少した。
早朝、6号機の非常用ディーゼル発電機が復旧し、合計2台が使えるようになった。また、5号機には仮設の電源車が接続された。これにより、5・6号機の使用済み核燃料プールの水の循環が可能になり、5号機の使用済み核燃料プールの冷却機能が回復する。
5時、5号機で使用済み核燃料プールの冷却を開始。6号機で使用済み核燃料プールの循環運転を開始。5号機プールの水温は約20度下がり、18時には48度となった。
5・6号機の建屋の屋根に、水素が充満しないよう直径30 - 75ミリの穴が3か所ずつ開けられた。
午前、予備電源変電設備から2号機建屋内への電源ケーブル接続を完了。
正午前後に採取した事務所本館北側の空気中から、内部被曝の危険性が高い放射性ヨウ素131とセシウムなどを検出。ヨウ素131は空気中の吸引濃度限度の約6倍の1ccあたり5.9ミリベクレルだった。これにより、核燃料の損傷が確実となった。
この日検出された放射性物質の1ccあたりの空気中の濃度は以下の通り。
- ヨウ素131 - 5.9ミリベクレル
- ヨウ素132 - 2.2ミリベクレル
- ヨウ素133 - 0.05ミリベクレル
- セシウム134 - 0.02ミリベクレル
- セシウム137 - 0.02ミリベクレル

14時10分頃、3号機に向け、東京消防庁ハイパーレスキュー隊が遠距離大量送水装置「スーパーポンパー」と屈折放水塔車を組み合わせた長時間の連続放水を開始した。作業は翌日の3時40分に終了し、放水時間は13時間半に及んだ。総放水量は約2430トンで、3号機プールの容量（約1400トン）を上回った。東京都によると、長期にわたる放水が行われるにあたっては、海江田万里経済産業大臣から東京消防庁ハイパーレスキュー隊幹部に対して「速やかにやらなければ処分する」との指示が出されており、当初の放水予定の7時間を超える13時間35分に渡って放水を行ったために放水車が壊れる事態となった、としている。このため、3月21日に石原慎太郎東京都知事が首相官邸を訪れ、菅直人首相に抗議を行った。菅首相が「陳謝します。大変申し訳ない」と述べるとともに、枝野幸男官房長官からは報道陣に対して調査を行うことが発表された。
22時14分に、6号機の使用済み核燃料貯蔵プールの冷却機能が回復。
東京電力は在日本中華人民共和国大使館を通じて三一重工製62m級コンクリートポンプ車の購入を打診。これに対し、三一重工は当日のうちに全役員の一致をもって無償提供を決定した。

### 3月20日
7時、5号機・6号機の使用済み核燃料プールの水温がそれぞれ37.1度と41.0度にまで下がり、ほぼ定常温度に戻った。
8時20分 - 9時38分頃、陸海空自衛隊と東京電力が消防車11台で4号機に81トン放水した。4号機への放水は初めて。
3号機では19日、仮設電源をつないで圧力容器周辺の温度を測定したところ、通常運転時よりやや高い380 - 390度であることが分かった。19日午後、圧力容器への注水量を2.2倍に増やしたところ、温度は下がったが、20日午前に原子炉格納容器の圧力が1.6気圧から3.4気圧に上昇した。このため、東京電力は配管の弁を開け、放射性物質を含む内部の蒸気を外に放出して圧力を下げることを検討したが、その後、容器内の圧力が安定したため、減圧操作を当面見合わせることとした。
5号機は14時30分、6号機は19時27分に冷温停止状態となった。
15時46分、2号機に通電し、使用済み核燃料プールに2時間強で40トンを注水。
防衛省は、放水活動で障害となっている瓦礫を撤去するため、放射線に対する防護能力が高く、機動性に優れた陸上自衛隊の74式戦車2両と78式戦車回収車1両の派遣を決め、18時20分頃、支援車両とともに静岡県御殿場市の陸上自衛隊駒門駐屯地を出発した。
18時22分 - 19時43分、再び4号機に80トンを放水。
21時30分 - 翌日4時、東京消防庁のハイパーレスキュー隊が3号機の使用済み核燃料プールへ6時間半放水した。推定放水量は1170トン。
夕方、東京電力は、50メートルアームの生コン車を提供できる準備が整っていると3月17日に連絡してきた中央建設に正式に提供を要請する。

### 3月21日
4時頃 - 5時半頃、茨城県北東部（日立市）から茨城県東部（鉾田市）にかけて、再び高濃度放射線量の南下が観測された。鉾田市では、5時30分に最大2.908マイクロシーベルト/時が観測された。
6時10分、福島県楢葉町のJヴィレッジに陸上自衛隊の戦車が到着。
6時37分 - 8時41分、4号機に約90トンを放水。
11時36分、5号機・6号機の所内電源の一部を非常用電源から外部電源に切り替えた。13時前から5号機の原子炉の本格的な冷却を開始した。
14時30分、1 - 4号機放水口南側100mの地点で海水を採取したところ、以下の放射性物質を検出した。
| 検出核種    | 濃度                | 炉規則公示濃度限度比 |
| ----------- | ------------------- | -------------------- |
| コバルト58  | 0.05955 ベクレル/cc | 0.1倍                |
| ヨウ素131   | 5.066 ベクレル/cc   | 126.7倍              |
| ヨウ素132   | 2.136 ベクレル/cc   | 0.7倍                |
| セシウム134 | 1.486 ベクレル/cc   | 24.8倍               |
| セシウム136 | 0.2132 ベクレル/cc  | 0.7倍                |
| セシウム137 | 1.484 ベクレル/cc   | 16.5倍               |

15時55分 - 18時頃、3号機の使用済み核燃料の貯蔵プールの上部とみられる場所から黒煙が上がる。
18時20分頃 - 翌日7時11分、2号機原子炉建屋の山側の屋根の隙間から白煙が上がる。2号機では17日にも白煙が確認されたが、今回は別の場所とみられる。これにより、正門で1.932ミリシーベルト/時まで上がったが、翌日7時30分頃に0.262ミリシーベルト/時まで戻った。また、2号機中央制御室への通電を前に機器や配線を確認したところ、原子炉に給水するポンプが故障していることが分かり、交換することとなった。
16日以降減少傾向が続いていた群馬県衛生環境研究所の空間放射線量測定値が午後から上昇。21時には再び0.1マイクロシーベルト/時を超える値になる。一定の値が維持される状態が続いたが、23日以降漸減し始める。
23時45分、原発から南に16km離れた海水から、ヨウ素131が炉規則公示濃度限度比16.4倍の濃度で検出された。
中央建設の50メートルアームの生コン車2台が到着する。
この日から24日にかけて3号機の注水量が激減しており、前日まで成功していた封じ込めが失敗し冷却されて固まっていた燃料が再溶融した可能性を田辺文也（元原子力研究所）が指摘している。

### 3月22日
6時30分、1 - 4号機放水口南側330mの地点で海水を採取したところ、以下の放射性物質を検出した。
| 検出核種    | 濃度                | 炉規則公示濃度限度比 |
| ----------- | ------------------- | -------------------- |
| コバルト58  | 0.01668 ベクレル/cc | 0.0倍                |
| ヨウ素131   | 1.190 ベクレル/cc   | 29.8倍               |
| ヨウ素132   | 1.362 ベクレル/cc   | 0.5倍                |
| セシウム134 | 0.1504 ベクレル/cc  | 2.5倍                |
| セシウム136 | 0.02350 ベクレル/cc | 0.1倍                |
| セシウム137 | 0.1535 ベクレル/cc  | 1.7倍                |

15時10分、3号機に向け、東京消防庁と大阪市消防局が150トンの放水を行った。

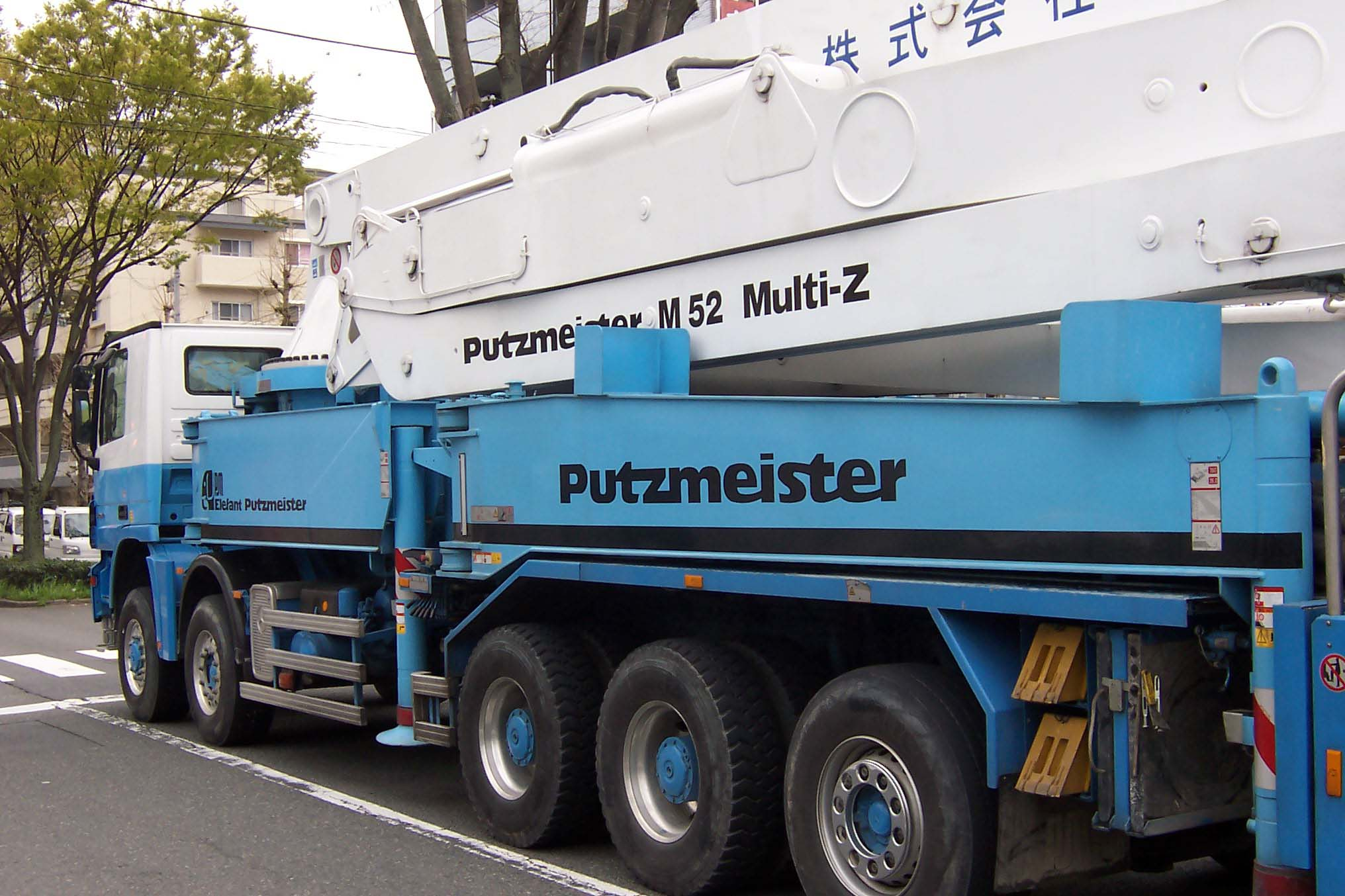
日本で使われている最大のコンクリートポンプ車「プツマイスターM52」。また、ドイツからベトナムへの輸出途中で横浜に保管されていた「プツマイスターM58」も投入された。

17時17分、4号機のプールに向け、民間企業の協力による大型コンクリートポンプ車を使った放水を開始した。
19時17分、6号機も外部電源接続が完了した。
原発から半径20 - 30km圏内の病院の入院患者や福祉施設の入所者ら1,638人の避難が完了。このうち908人は自衛隊や消防の協力で運び、残りの775人は家族らによる自主避難。家族が自主避難させた775人のうち3人が死亡。なお、南相馬市と広野町の2病院では、なお、容態が重い患者38人が残っている。
22時43分、3号機中央制御室の室内照明が点灯。1 - 6号機、全てで外部電源を受電する準備が完了。
2号機の使用済み核燃料プールが満水になり、水温も51度になったと推定された。
中央建設の50メートルアームの生コン車2台を引き返させる。

### 3月23日
午前2時1分に正門にて採取した空気中に、以下の放射性物質が検出された。
- セリウム144 - 1.3ミリベクレル/cc （基準値の1.89倍）
- ヨウ素131 - 0.67ミリベクレル/cc （基準値の0.67倍）
- テルル129 - 0.23ベクレル/cc （基準値の0.58倍）
- 他に検出された物質は、基準値の0.06倍以下。

計器類の復旧により、1号機では状態の把握が可能になった。4時頃には原子炉内の温度が摂氏400度を越えていることが判明したが、炉内への注水量を増加させることで、14時頃には摂氏330度にまで低下した。
3号機・4号機では使用済み核燃料プールのポンプの復旧作業が行われていたが、16時20分頃に3号機から煙が発生、作業が一時中断し作業員が退避した。このため、16時30分から予定されていた放水作業も見送られることとなった。
17時20分頃、5号機の電源を仮設電源から外部電源に切り替えた際、海水ポンプが停止し、原子炉を冷却できない状態になったため、原因調査を開始した。
原子力安全・保安院は、18日10時30分頃、2号機の原子炉建屋に隣接するタービン建屋地下1階で、これまでで最高の約5分間で50 - 60ミリシーベルト（約500ミリシーベルト/時）の放射線量を計測したと発表。また、東京電力は、敷地正門で11日以降、中性子線が13回検出されていたと発表した。東京電力はこれまで検出回数を2回としていたが、計測器の数値の読み取りを誤ったのが理由とした。中性子線は透過力が相対的に強いが、検出された線量は0.01 - 0.02マイクロシーベルト/時であり、人体に影響はない。これにより、核燃料の一部が損傷している可能性が高まった。
内閣府原子力安全委員会は、緊急時迅速放射能影響予測ネットワークシステム  (SPEEDI)を使った試算を事故後初めて公表し、12日間の放射性ヨウ素による内部被曝線量が福島第1原発から20 - 30キロ圏で最高500ミリシーベルト、30キロ圏の外で最高100ミリシーベルトになる地点が、50km離れた福島県伊達市やいわき市でも100ミリシーベルトに達する地域がある可能性があると発表した。原子力安全委員会の「屋内退避及び避難等に関する指針」では、内部被曝が100 - 500ミリシーベルトの汚染が予想される範囲を屋内退避指示の基準としている。また、内部被曝が100ミリシーベルトを超えると、甲状腺疾患予防で安定ヨウ素剤の服用を求める指標とされている。しかしながら、枝野幸男官房長官は「直ちに避難や屋内退避をする状況ではない」とし、また、内閣府原子力安全委員会の班目春樹委員長は「屋内の被曝量は4分の1から10分の1に抑えられる」とした。
夜、原子力安全委員会の班目春樹委員長は、「個人的な意見」と断った上で、「最も懸念されるのは炉内の温度、圧力が上がっている1号機」とした。原子力安全・保安院によると、1号機の温度は23日に400度まで上昇し、圧力容器の想定温度上限である302度を超えた。

### 3月24日
5時、1号機の原子炉内の温度が229度まで低下。7時に炉内圧力が0.4メガパスカルとなり、設計値を下回った。
10時、3号機タービン建屋地下でケーブルを敷設する作業を行っていた3人が、40 - 50分の間に173 - 180ミリシーベルト被曝した。深さ約15cmの水があり、うち2人は長靴ではなく、普通の作業靴だったため、くるぶしまで水に浸かった。水溜まりの表面で400ミリシーベルト/時が検出され、数週間から数か月後にベータ線による熱傷の症状が出る恐れがあることから、福島県立医大病院に搬送された。水溜まりに含まれる放射性のヨウ素やセシウム、コバルトなどの合計の放射能は、運転中の原子炉内の水の約1万倍にあたる約390万 ベクレル/cc（0.105 キュリー/l）で、損傷した燃料棒から放出された核分裂生成物である可能性がある。足に浴びた放射線量は、2 - 6シーベルトと推計された（後日、2 - 3シーベルトと修正）。なお、3人のうち搬送された2人は関電工の20代後半と30代前半の男性社員で、残る1人は同社の下請けの30代前半の男性。この作業には放射線管理員は同行していなかった。
東京電力は、10時25分に1階南放水口付近で採取された海水から、基準値の103.9倍のヨウ素131が4.2ベクレル/cc検出されたと発表。
11時30分、1号機中央制御室の照明が点灯。
14時36分から17時30分までの約3時間、4号機にコンクリートポンプ車で約150トンの注水を行った。
15日から24日16時までに福島県が観測した大気中の放射線量の累計は以下の通り。
| 場所       | 原発からの距離 | 被曝量  |
| ---------- | -------------- | ------- |
| 飯舘村     | 40km           | 4000μSv |
| 福島市     | 61km           | 2200μSv |
| 南相馬市   | 24km           | 620μSv  |
| 白河市     | 81km           | 530μSv  |
| 郡山市     | 58km           | 500μSv  |
| いわき市   | 43km           | 430μSv  |
| 会津若松市 | 97km           | 110μSv  |

枝野幸男官房長官は、放射能による危険性とは別に、社会的な要請として、20 - 30キロ圏内の地域住民を避難指示に切り替えることも検討する考えを示した。また、この日の17時頃から1号機タービン建屋において、溜まり水を復水器に汲み上げる作業が開始された。
中央建設の50メートルアームの生コン車2台を再び呼び戻す。

### 3月25日
4号機は6時5分 - 10時20分、2号機は10時30分から、使用済み核燃料プールに核燃料プール冷却材浄化系を用いた海水の注入を開始した。
8時30分に、1階南放水口から330メートル南側の地点で採取された海水から、炉規則告示濃度限度比1250.8倍、50ベクレル/ccのヨウ素131が検出され、汚染された水が海に流れ出している可能性があると発表した。その他基準値の1.4倍以上検出された放射性物質は以下の通り。
| 検出核種    | 濃度            | 炉規則公示濃度限度比 |
| ----------- | --------------- | -------------------- |
| ヨウ素131   | 50 ベクレル/cc  | 1250.8倍             |
| セシウム134 | 7.0 ベクレル/cc | 117.3倍              |
| セシウム137 | 7.2 ベクレル/cc | 79.6倍               |
| バリウム140 | 1.2 ベクレル/cc | 3.9倍                |
| セシウム136 | 0.8 ベクレル/cc | 2.7倍                |

午前、枝野官房長官は半径20 - 30キロ圏内の住民に対して、自主避難を要請した。ただし、屋内待避を要請したときから新たな段階に入っているわけではないとした。

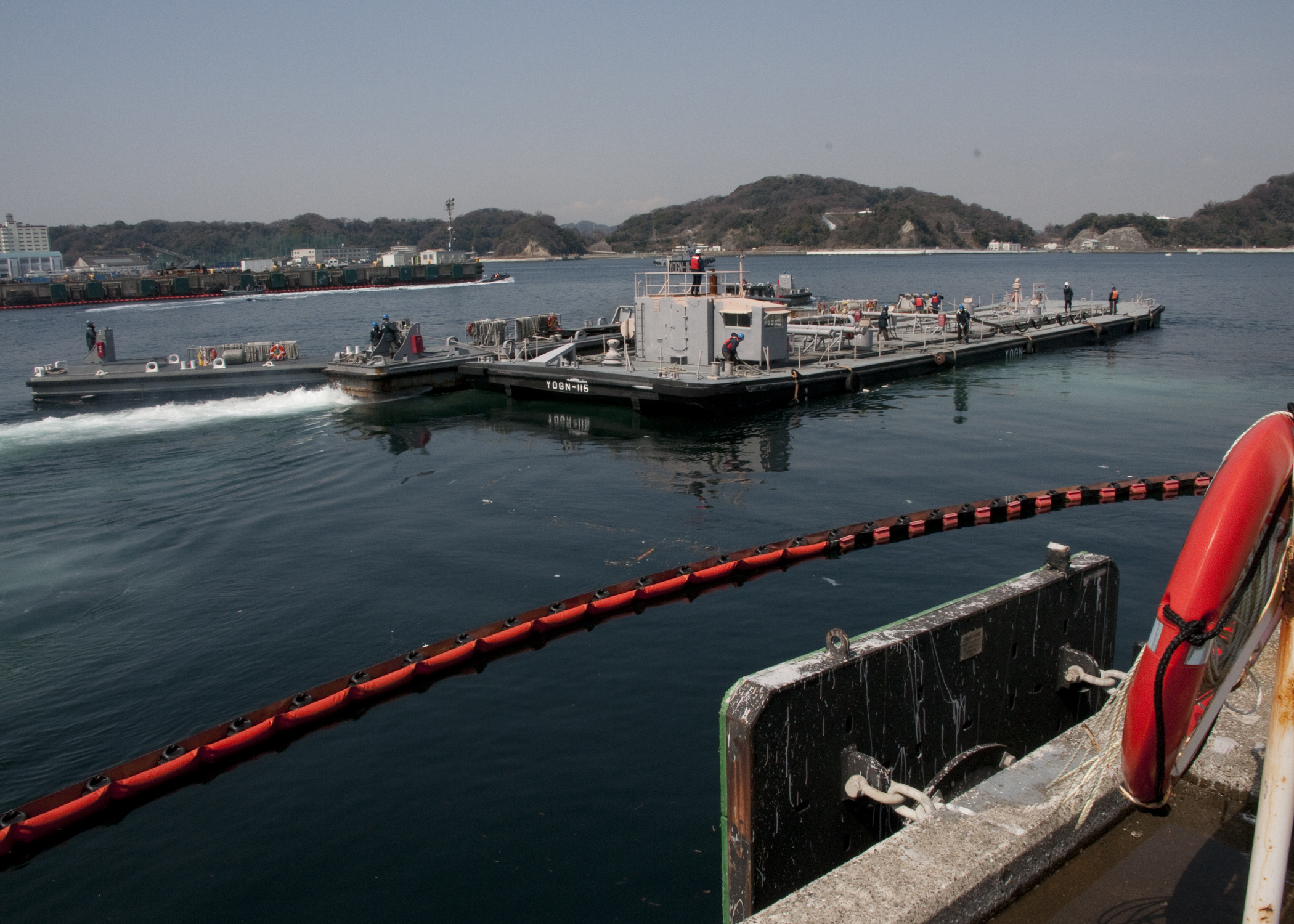
3月25日、約100万リットルの淡水を積んだ米軍のはしけ船（バージ）

15時37分から18時にかけて、腐食などのトラブルを防ぐため、1号機と3号機の圧力容器内への注水を海水から真水に切り替えた。また、北澤俊美防衛大臣は、真水の不足に備え、米軍からも真水の提供を受けることを発表。オペレーションアクアが開始され、横須賀の米海軍が大量の真水を積み込んだバージを提供し、海上自衛隊の艦艇に曳航されて福島へ向かった。
24日に足への被曝で入院した作業員3人が千葉県千葉市の放射線医学総合研究所に転院。精密検査の結果、程度は軽いとみられるものの、放射性物質の吸引による内部被曝もあることが判明。だが健康に影響はないとみられ、28日正午頃に全員が退院した。また、1号機タービン建屋地下に溜まっている水からも、3号機と同程度の約380万ベクレル/ccの放射性物質が検出された。
内閣府の食品安全委員会は、暫定規制値の根拠となっている健康への安全性の許容範囲を広げる方針を固め、厚生労働省は現在よりも緩やかな規制値を制定する方針を決めた。
文部科学省は、23 - 25日の47 - 50時間の累積放射線量（外部被曝）を発表。以下のうち、浪江町(2)以外は屋内退避の30km圏外。
| 場所      | 累積放射線量 | 計測時間 |
| --------- | ------------ | -------- |
| 浪江町(1) | 2.829mSv     | 50時間   |
| 飯舘村    | 1.727mSv     | 50時間   |
| 浪江町(2) | 1.386mSv     | 47時間   |
| 浪江町(3) | 1.323mSv     | 50時間   |
| 浪江町(4) | 0.582mSv     | 48時間   |

原子力安全委員会は、SPEEDIシステムで放射能の広がりを計算するため、各地での放射線測定値をもとに、同原発からの1時間あたりの放射性ヨウ素の放出率から、事故発生直後の12日午前6時から24日午前0時までの放出量を3万 - 11万テラベクレルと推定した。

### 3月26日

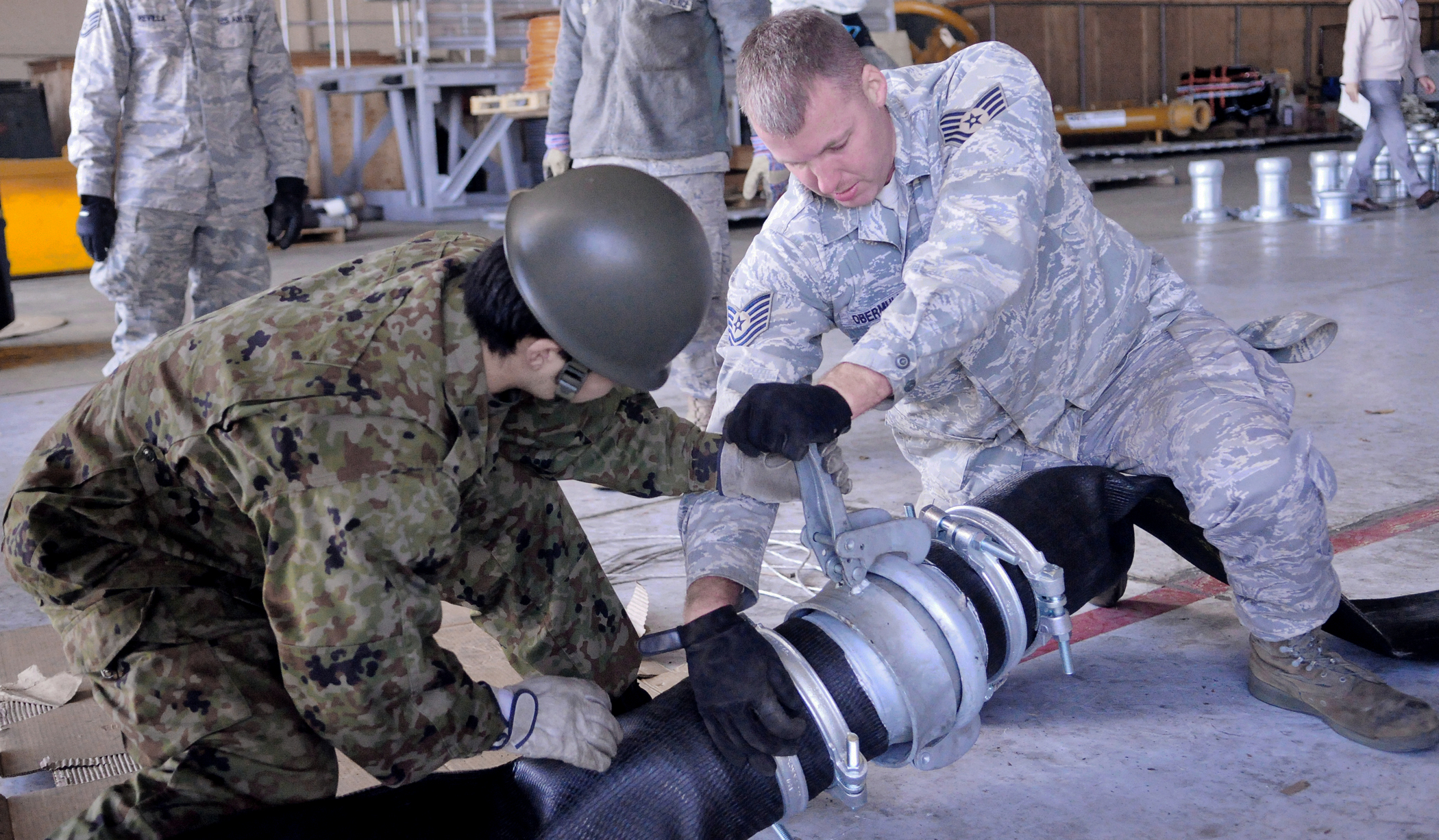
給水パイプを接続するアメリカ空軍兵と自衛官

14時30分、1階南放水口付近で採取された海水の放射性物質の濃度が、前日の法令基準値の1250倍から1850倍へと上昇した。1階南放水口付近は22日以降上昇傾向にある。1階南放水口付近で基準値の100倍以上検出された物質は以下の通り。
| 検出核種    | 濃度           | 炉規則公示濃度限度比 |
| ----------- | -------------- | -------------------- |
| ヨウ素131   | 74 ベクレル/cc | 1850.5倍             |
| セシウム134 | 12 ベクレル/cc | 196.7倍              |
| セシウム137 | 12 ベクレル/cc | 133.4倍              |

22日以降の1階南放水口付近のヨウ素131の濃度は以下の通り。
| 時刻             | 濃度             | 炉規則公示濃度限度比 |
| ---------------- | ---------------- | -------------------- |
| 3月22日 6時30分  | 1.19 ベクレル/cc | 29.8倍               |
| 3月23日 8時50分  | 5.9 ベクレル/cc  | 146.9倍              |
| 3月24日 10時25分 | 4.2 ベクレル/cc  | 103.9倍              |
| 3月25日 8時30分  | 50 ベクレル/cc   | 1250.8倍             |
| 3月26日 8時20分  | 30 ベクレル/cc   | 750.0倍              |
| 3月26日 14時30分 | 74 ベクレル/cc   | 1850.5倍             |

16時46分に2号機の中央制御室の照明が復帰。これで照明が復帰していない原子炉は4号機のみとなった。また、2号機に対しても18時30分までに圧力容器内への淡水の注入が可能となった。

### 3月27日
経済産業省は、2号機の溜まり水から通常の原子炉の水の約1000万倍の濃度にあたる2.9ギガベクレル/ccの放射性物質であるヨウ素134が検出されたと発表した。水面の放射線量は線量計の計測限度以上（1シーベルト/時以上）であった。経済産業省が発表した各溜まり水の放射線量は以下の通り。その後2号機の測定値を再評価した結果、正確ではない疑いが出たため、12時50分に再測定を実施。また20時40分から再度採取・測定を行い、ヨウ素134・コバルト56・銀108mについては検出限界未満に修正された。
| 核種        | 1号機               | 2号機                                                                                  | 3号機                | 4号機                 |
| ----------- | ------------------- | -------------------------------------------------------------------------------------- | -------------------- | --------------------- |
| 水表面      | 60ミリシーベルト/時 | 線量計の計測限度以上 （1000ミリシーベルト/時以上）                                     | 750ミリシーベルト/時 | 0.50ミリシーベルト/時 |
| ヨウ素131   | 151キロベクレル/cc  | 13メガベクレル/cc （再評価・再測定・再採取 同じ）                                      | 320キロベクレル/cc   | 360ベクレル/cc        |
| セシウム134 | 120キロベクレル/cc  | 2.3メガベクレル/cc（再評価） 2.2メガベクレル/cc（再測定） 3.1メガベクレル/cc（再採取） | 55キロベクレル/cc    | 31ベクレル/cc         |
| セシウム137 | 130キロベクレル/cc  | 2.3メガベクレル/cc（再評価） 2.2メガベクレル/cc（再測定） 3.0メガベクレル/cc（再採取） | 56キロベクレル/cc    | 32ベクレル/cc         |

12時34分 - 14時36分、3号機にコンクリートポンプ車で放水。

### 3月28日
3月28日夜、東京電力は、3月21日と22日に福島第一原発敷地内で採取した土壌からプルトニウム238、239、240が検出されたと発表した。検出されたプルトニウムの濃度は、通常の環境土壌中の濃度レベルであり、過去の核実験において国内で観測された放射性降下物の濃度と同様のレベルであるが、福島第一原発敷地内グラウンド付近および固体廃棄物貯蔵庫前の2か所で検出されたプルトニウム238は、同位体の放射能比からみて、過去の核実験等に由来するものではなく、今回の事故に由来する可能性がある。

福島第一原発の概略図。(3)が立て坑。2号機の立て坑からは高い放射線量が検出された。

また、1 - 3号機の海側にある深さ16 - 26メートルの3本の立て坑に放射線量の高い水が溜まっていると発表。この立て坑は冷却用の海水などの配管が通っている「トレンチ」と呼ばれる地下の通路に通じるもので、1号機の溜まり水については津波の際に海水が流入したものとみられるが、2号機の立て坑の水表面の放射線量は1000ミリシーベルト/時以上となっており、炉心から漏れ出した水が流入している可能性がある。東京電力はこれらの水が溢れ出ないように対策を開始した。

### 3月29日
8時32分、1号機の消防ポンプから仮設電動ポンプによる淡水注入に切り替えを実施。11時50分、4号機中央制御室の照明が復旧。12時3分、3号機原子炉建屋屋外において、残留熱除去海水系配管のフランジを取り外した際、協力企業作業員3人が、当該配管に溜まっていた水を被った。水を拭き取った結果、身体への放射性物質の付着がないことを確認。14時17分頃より3号機のコンクリートポンプ車による淡水の放水を開始。

### 3月30日
9時25分、仮設の電動ポンプにより2号機への淡水の注水を開始したが、9時45分、電動ポンプの不調を確認したため、12時30分、消防ポンプに切り替えた。その後、12時47分ならびに13時10分、ホースの一部に亀裂を確認したため、注水再開に向けて準備を進めている。その後、19時05分注水を再開。14時4分、コンクリートポンプ車による4号機への放水を行った。

### 3月31日

いわゆる「玉突き排水」作戦の概念図

3号機タービン建屋地下の水を復水器に排水するため、3月28日17時40分頃より、復水器から復水貯蔵タンクへの移送の準備として、同タンクの水のサプレッションプール水サージタンクへの移送を開始し、本日8時40分頃終了。9時20分頃より、1号機立坑内から集中環境施設の貯槽への移送を開始。11時25分頃終了。12時頃より、1号機復水貯蔵タンクからサプレッションプール水サージタンクへの移送を開始。13時3分より、コンクリートポンプ車による1号機への放水を開始。また東京電力は、地下水から最高で安全基準の1万倍、430ベクレル/ccのヨウ素131を検出したことを明かした。
また、この日、スリーマイルやチェルノブイリでの活動実績もある、フランスの原子力企業、アレヴァ（アレバ）のアンヌ・ロベルジョンが経済産業大臣・海江田万里と会談。既に行った2名の放射性物質除去の専門家の派遣や放射線防護服の提供等のほかにも、今後必要があれば更に専門家を派遣するとの意向を示した。同社はフランスで再処理工場の運営にも携わっており、高レベル放射性廃液の取り扱いのノウハウを持っているとされる。